# Miskolc tömegközlekedése
Miskolc tömegközlekedéséről az önkormányzati tulajdonú Miskolc Városi Közlekedési Zrt. (MVK Zrt.; korábban MVK Rt., 1994 előtt Miskolci Közlekedési Vállalat, MKV) gondoskodik, amely – több más város közlekedési szolgáltatójával ellentétben – nem osztozik a Volánbusz Zrt-vel a város közlekedésében, hanem egymaga látja el Miskolc és a közeli Felsőzsolca tömegközlekedését, míg a Volánbusz Zrt. kizárólag a helyközi közlekedésért felelős (leszámítva Felsőzsolca átmenő forgalmát, illetve két helyijáratot, amelyek a Búza tér és a Vasgyár, illetve a Búza tér és Lillafüred között közlekednek). Miskolcon összesen 3 villamosvonal és 43 autóbuszvonal van. A város járműparkja buszokból és villamosokból áll. A közlekedési vállalat járműparkját az elmúlt években jelentősen korszerűsítették: 2013–14-ben 31 Škoda 26T villamos váltotta le a teljes korábbi állományt, valamint 2016-ban 40 szóló és 35 csuklós kivitelű MAN Lion's City CNG autóbusz állt szolgálatba. A járműállomány részét képezi 6 db Iveco Feniksbus FBI midibusz, továbbá 10 db szóló BYD K9UD elektromos busz.
Miskolcon a tömegközlekedés nagy múltra tekint vissza. A villamosközlekedés 1897-ben indult meg, a menetrend szerinti buszjáratok pedig először 1903-ban indultak (az országban elsőként). Ma (2024) Miskolc egyike annak a tíz magyar városnak, amelyeknek saját közlekedési vállalata van. A városnak két személyforgalmú vasútállomása van (Tiszai, Gömöri), korábban pedig egy repülőtér is megtalálható volt, habár a közösségi közlekedésben régóta nem volt szerepe. Miskolc és Lillafüred között kisvasút közlekedik, és 2015-ben megnyílt a lillafüredi libegő, ezek elsősorban turisztikai szempontból jelentősek. A közösségi közlekedéshez tartozik még a 2023 nyarán indult elektromos roller, melyet a Dott szolgáltat. A 2010-es években közösségi kerékpárbérlő rendszer bevezetését is tervezték, azonban a MiBike nevű projekt végül nem valósult meg.

## Miskolc közösségi közlekedésének története

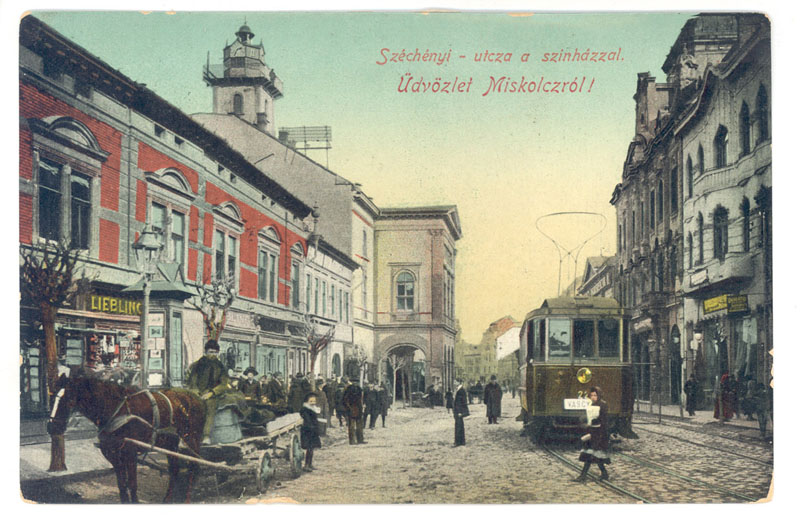
A Széchenyi utca régi képeslapon – villamos a színház előtt

A 19. században merült fel az igény arra, hogy Miskolc tömegközlekedési járművekkel rendelkezzen. Ehhez több tényező is hozzájárult: a város lakossága ekkor már harmincezer főnél is nagyobb volt; a vasút 1859-ben elérte Miskolcot, de a pályaudvar a várostól messze (2,2 km) épült fel, ezenkívül megépült a diósgyőri vasgyár (1868), és Tapolcát is egyre többen látogatták. Az 1860-as években felmerült, hogy a Vasgyár és a pályaudvar között kiépülő vasútvonalat a föld alá kellene megépíteni. Ezt anyagiak hiányában elvetették, de ha megvalósul, az ország első földalattija lehetett volna.
1862-től omnibuszok közlekedtek a városban (a Tiszai pályaudvar és Diósgyőr, majd a belváros és Tapolca között), a bérkocsisokkal osztozva a forgalmon. Egy 1871-ből fennmaradt rendelet, amely a bérkocsisokat kötelezi kocsijuk karbantartására, elárulja, hogy 36 bérkocsi járta a várost ebben az időben.
A villamosközlekedés beindításával 1895-ben kezdtek foglalkozni, dr. Csáthy Szabó István vezetésével. Az első, nagyszabású tervek szerint a villamos Miskolc és Diósgyőr teljes hosszán végighaladt volna, a Tiszai pályaudvartól, amely akkor még a város határain kívülre esett, egészen Lillafüredig. Végül a tervezett 20 kilométer helyett a minisztérium csak egy 7 kilométeres szakaszra adta meg az engedélyt.

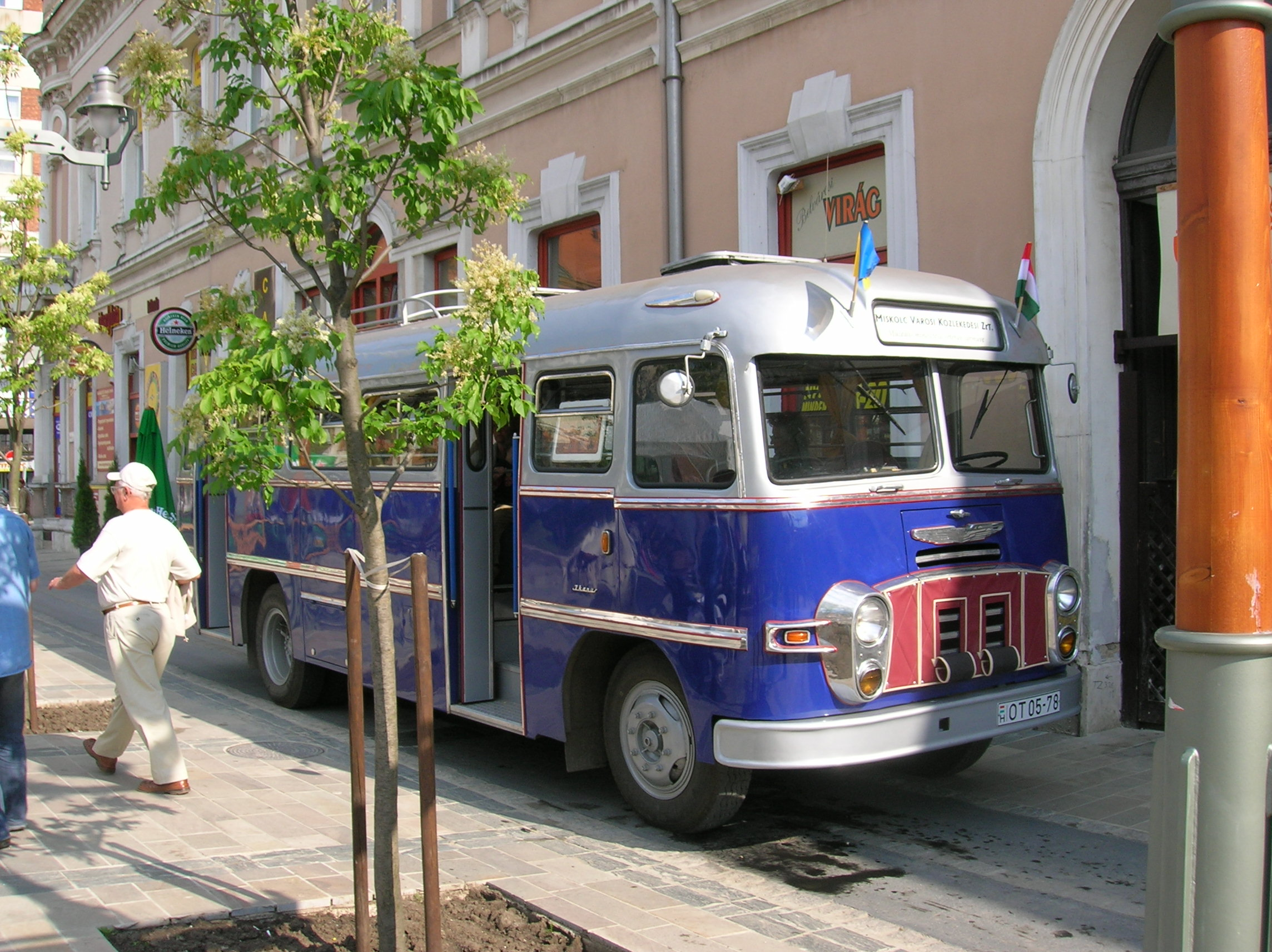
1959-es Ikarus 31 típusú busz

Az első villamos 1897. július 10-én indult el, amely a Tiszai pályaudvartól a Verestemplomig közlekedett, és a két végállomást is beleszámítva nyolc helyen állt meg. Az első napon 7615 ember vette igénybe a villamost, amivel megfelelt a várakozásnak. A vonalat a Miskolci Villamossági Rt. (MVV Rt.) üzemeltette. (Az áramátalakító állomás a jelenlegi Selyemréti strand mellett volt, a strand a trafók hűtésére felhasznált víz „hulladékhőjét” hasznosította. Innen ered a régi elnevezése: villanytelepi strand.) A sikeren felbuzdulva az első vonalra merőlegesen újabb villamosvonal is épült, ez a Búza tér és a Népkert között közlekedett, az alacsony utasszám miatt azonban az MVV Rt. már négy hónap múlva kérte a várostól a vonal megszüntetését. Ennek ellenére a vonalat 1910-ben egészen Hejőcsabáig meghosszabbították, és csak 1960-ban szüntették meg, miután a forgalmat egy vágányon kiszolgálni már nem tudta.
A villamosokhoz az elektromos energiát a Miskolci Villamossági Rt. szolgáltatta, ugyanaz a cég, amely a város közvilágításának is. Ez a két funkció egészen 1947-ig egybefonódott, ami nem járt mindig előnnyel. Az 1920-as években a társaság ugyanis kilátásba helyezte az áramdíj emelését, ezzel zsarolva a várost sikerült megakadályoznia, hogy beinduljon a számára konkurenciát jelentő autóbuszközlekedés.
1903. június 8-án Bene Gyuláné menetrend szerinti buszjáratot indított a miskolci és a diósgyőri városháza között, a villamos népszerűségével azonban nem versenyezhetett, és a járat hamar meg is szűnt. Jelentősége csak annyiban volt, hogy ez volt az ország első menetrend szerinti autóbuszjárata. A következő kísérlet Bán és társa nevéhez fűződik, akik a Városház térről Hámorba, illetve Tapolcára indítottak buszjáratot 1910-ben, de ez is rövid ideig működött. 1926–29 között az MVRT üzemeltetett buszjáratot a mindszenti templom és Tapolca, valamint a diósgyőri református templom és Lillafüred között, 1931-ben pedig a MAVART indított Tiszai pályaudvar–Lillafüred járatot, de a buszközlekedés csak a II. világháború után terjedt el.

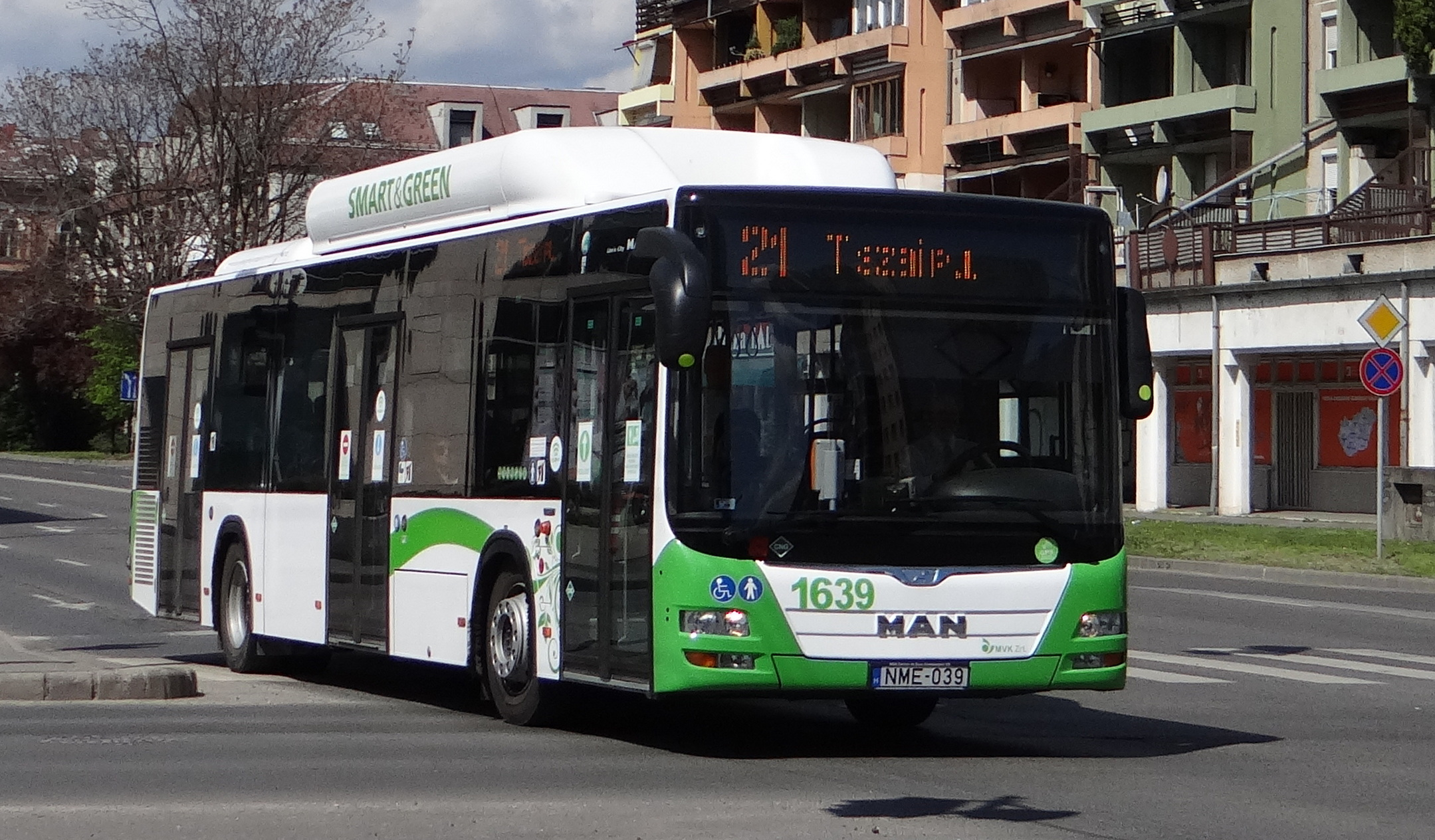
MAN Lion's City CNG szóló autóbusz

Időközben a Vasgyár munkásai részéről egyre erősebben jelentkezett az igény, hogy a villamosvonalat hosszabbítsák meg a gyárig. Több éves huzavona után a Vasgyár és az állam támogatásával megépült a villamosvonal a Verestemplom és Diósgyőr között. Üzemeltetésére 1905. december 16-án megalakult a Miskolc-Diósgyőri Helyiérdekű Vasút Rt. (MDHV). Mivel Diósgyőr ebben az időben Miskolctól független település volt, a kormány csak helyiérdekű vasútként engedélyezte a társaság működését. Felmerült, hogy a két vonal egyesítésével meg lehetne oldani, hogy a Tiszai pályaudvartól Diósgyőrig átszállás nélkül el lehessen jutni. Ez az MVV Rt.-nek eleinte nem tetszett, mert konkurenciát látott az MDV Rt.-ben, az MDV Rt. azonban – szakmai tapasztalatok híján – lemondott a vonal üzemeltetéséről az MVV Rt. javára. 1906.január 22-étől közvetlen járat közlekedik a Tiszai pályaudvar és Diósgyőr között. 1909-ben a közlekedés irányítását átvette a budapesti székhelyű Részvénytársaság Villamos és Közúti Vasutak Számára (RVKVSz). Ez a cég építette ki kétvágányúra a diósgyőri villamosvonalat, egyelőre csak a Tiszai pályaudvar és a Városház tér között.

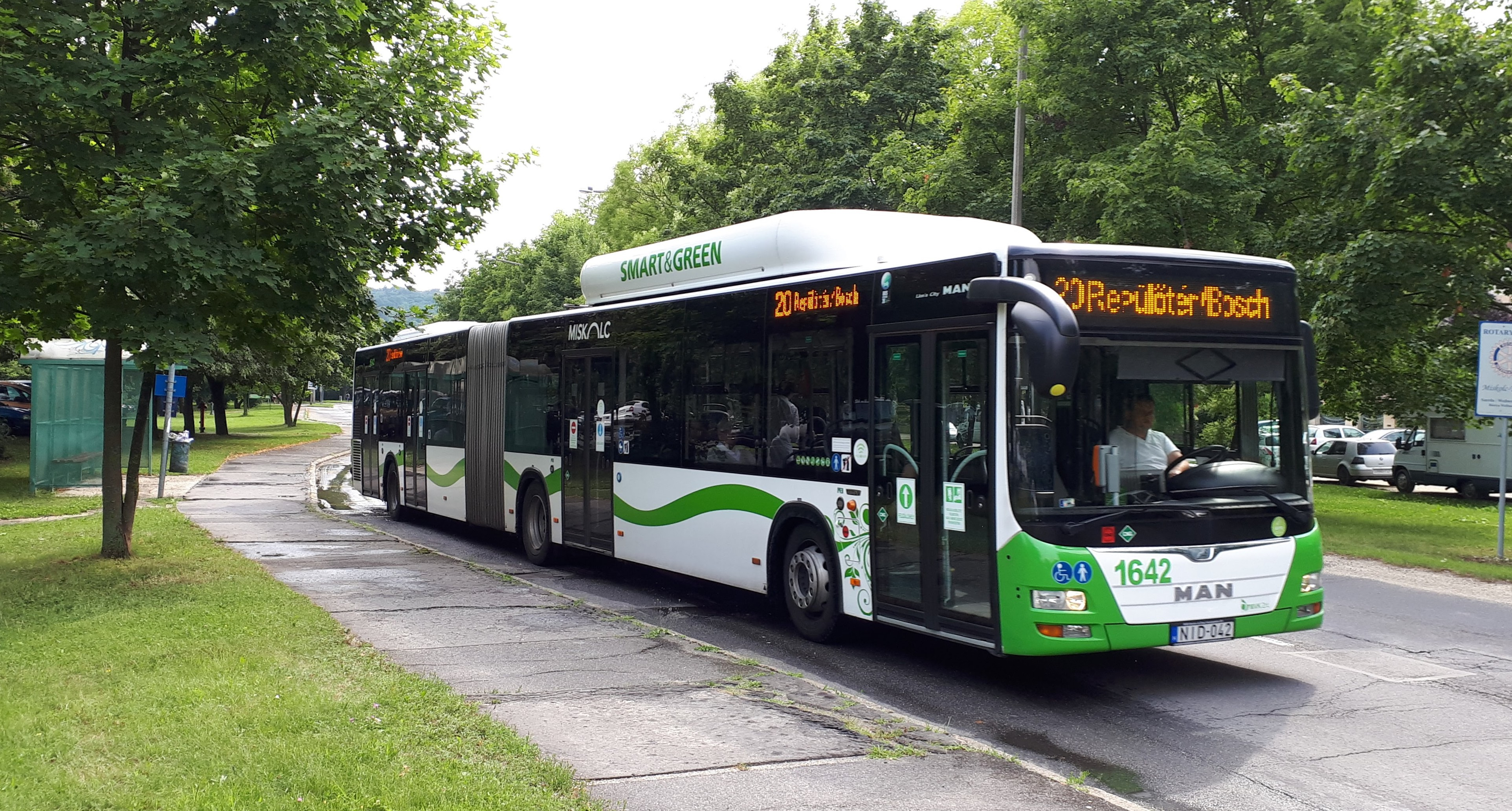
MAN Lion's City CNG csuklós autóbusz

A megnövekedő forgalom miatt a járatok zsúfolttá váltak. Az MVV emiatt 1908-ban ideiglenesen megszüntette a forgalmat a népkerti vonalon, és a járatokat a fővonalra irányította át. 1910-ben a diósgyőri vonalon módosítottak, ugyanebben az évben a gőzmotoros villamosközlekedés megszűnt, és új, Ganz gyártmányú villamos kocsikat helyeztek forgalomba. 1910-ben a népkerti vonalat meghosszabbították az akkor még független, de Miskolccal szoros kapcsolatban álló községig, Hejőcsabáig. 1926-tól és 1928-tól autóbuszok jártak Miskolctapolcára és Lillafüredre.
A háborúk hozta gazdasági fellendülés a forgalomra eleinte kedvezően hatott, a további terjeszkedésre azonban kedvezőtlenül. A második világháborúban ráadásul a villamosvonalak meg is rongálódtak. 1942-ben az alkatrészhiány miatt megszűnt az autóbuszközlekedés.
1945-ben Miskolcot, Diósgyőrt és Hejőcsabát egyesítették, létrejött Nagy-Miskolc. Ez nem utolsósorban a tömegközlekedésnek volt köszönhető, amely már a hivatalos egyesítés előtt évtizedekkel egybekapcsolta Miskolcot a környező településekkel. Figyelemre méltó, hogy elsőként a villamosvonalak által összekötött három település egyesült. Lillafüred és Tapolca, melyeket buszközlekedés fűzött a városhoz, öt évvel később váltak Miskolc részévé.
A háború után 1948. november 17-én indult meg újra a menetrend szerinti autóbusz-közlekedés a Martin-telep és a Ságvári-telep között. Az autóbusz-közlekedés további megszervezésére 1949 áprilisában megalakult a Miskolci Gépkocsiközlekedési Vállalat. 1951-ben már öt autóbuszjárat közlekedett. 1954-ben a Gépkocsiközlekedési Vállalatot összevonták a Miskolci Villamosvasút Közösségi Vállalattal, így megalakult az MKV, amely 1994-ig viselte ezt a nevet, amikor is átnevezték Miskolc Városi Közlekedési Rt.-re. Egy 1956-ban kiadott útikönyv egy villamosvonalat és kilenc, 1-től 9-ig számozott autóbuszvonalat említ, közülük az első hétnek az útvonala igen hasonló volt a maihoz (a 8-as és 9-es busz a 7-eshez hasonlóan elhagyta a várost, és Szirmabesenyőre, illetve Kistokajra is kiment).

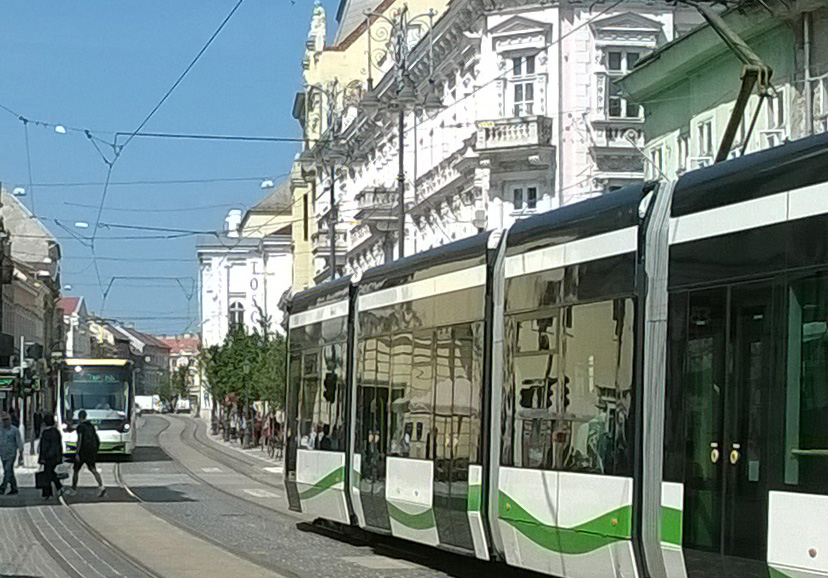
Škoda 26THU3 típusú villamosok a belvárosi Széchenyi utcán, a Villanyrendőrnél

1951-ben történt az utolsó villamoshálózat-fejlesztés, ekkor épült egy egyvágányos szárnyvonal a diósgyőri stadion mellől a Nehézszerszámgépgyárig, ez lett a 4-es villamos. A mindössze egy köztes megállót tartalmazó vonal 1974-ben szűnt meg.
Miskolc lakosságszáma a nyolcvanas években tetőzött, az ország második legnagyobb városaként és legjelentősebb nehézipari területének központjaként több mint 200 000 lakosa volt. A közlekedési vállalat is ekkor érte el maximális teljesítményét: 1988-ban 274 busza és 44 villamosa 198,7 millió utast szállított.
1971-ben bevezették a kalauz nélküli járatokat. A bliccelők természetesen nagy anyagi veszteséget okoztak a cégnek, ezért 1996-ban az MVK Rt. bevezette, hogy járataira a csúcsidőn kívül csak az első ajtónál lehet felszállni, és a jegyet vagy bérletet fel kell mutatni a sofőrnek. 1994-ben megjelentek a város utcáin az Ikarus gyár 400-as családjába tartozó járművek prototípusai, amit 1998–2001 között további buszok vásárlása követett, majd 2001-ben a Rába gyár Premier városi buszával újították a flottát. 2002 tavaszán a város addigi legnagyobb beszerzése gyanánt 68 MAN autóbusz érkezett a városba. 2006-ban jelentek meg az első alacsonypadlós csuklós autóbuszok, a Neoplan Centroliner közel 19 méteres városi kivitelű buszai személyében, majd 2015-ben Európai Uniós forrásból sikeresen zárult a 75 földgáz meghajtású (CNG) buszra kiírt tender, amit a MAN nyert meg a Lion's City típussal. A buszokból 40 szóló és 35 csuklós kivitelű, Euro 6-os motorral szerelve. A tender tartalmazta a gázkút kiépítését is az MVK telephelyén, ami a megyében az első ilyen jellegű üzemanyagtöltő állomás. A buszok 2016 márciusában álltak forgalomba.
A buszpark fejlesztésével egy időben, 1990-ben jelent meg az első ČKD Tatra KT8D5 típusú csuklós villamos, amit 17 másik követett, használtan vásárolva Kassa, illetve Most városából. Az elöregedő FVV villamosok helyett 2003-ban használt bécsi SGP villamosokkal „modernizálták” a flottát, majd EU pályázati lehetőségek keretében a város a villamosvonal teljes felújítását, nyugat felé meghosszabbítását Felső-Majláthig (1,5 km) és a járműpark cseréjét érte el. A Zöld Nyíl névre keresztelt program keretén belül 31 új, alacsonypadlós villamos is került a városba. Szintén EU-s támogatásból kezdték tervezni az Avasi Sikló megépítését 2010-ben, de ezt elvetették, és jelenleg a turisztikai célú avasi libegő kiépítése van napirenden.
2006-tól a cég neve MVK Zrt., azaz Miskolc Városi Közlekedési Zártkörűen működő Részvénytársaság (egy rövid ideig, amíg az új cégforma helyesírása nem tisztázódott, MVK ZRt. formában szerepelt a járműveken). Ekkor kapott új logót a vállalat, amit egészen az önkormányzati holdingba tartó integrálásig, 2019-ig meg is tartott. Jelenleg Miskolc várossal azonos logót használ, mellette MVK felirattal.
2011-ben a város 900 millió forint támogatást kapott az észak–déli villamosvonal tervezésére. Megépítése azóta is napirenden van
Az MVK foglalkozik buszok és haszonjárművek bérbeadásával is, többek között az Ikarus 31-es nosztalgiabusz is bérelhető.
A cég nehéz anyagi helyzete miatt számos kritika éri a szolgáltatás minőségét. A lehetőségekhez képest alkalmanként bővül a járműflotta, 2022-ben megjelentek az elektromos buszok, 2023-ban pedig újra az ezúttal már CNG-hajtású midibuszok. Az üzemanyagköltségek és a saját járművek rossz állapota miatt 2023-ban bérelt buszok is forgalomba álltak.

### Zöld Nyíl (miskolci villamosprojekt, 2008–2013)
A projekt átfogó célja Miskolc város kelet–nyugati közlekedési tengelyében hosszú távon fenntartható, versenyképes, környezetbarát, gyors és biztonságos közösségi közlekedés megteremtése és vonzóvá tétele volt, a modern városkép kialakítása a villamos közlekedés komplex fejlesztésének megvalósításával.
A projekt közvetlen célja a szolgáltatás színvonalának növelése volt a meglévő villamospálya korszerűsítésével, hálózatfejlesztéssel a jelenlegi diósgyőri végállomástól Felső-Majláthig, továbbá a villamospark korszerűsítése új villamosok beszerzése révén. A projekt során meghosszabbították az 1-es villamost közel másfél kilométerrel, teljesen felújították a már meglévő síneket, megjelentek a korábban Miskolcon szinte ismeretlen fedett esővárók a villamosmegállókban, és ezekhez kapcsolódóan a magasperonok (melyek egy része, szintén addig szokatlan módon, középperon). Ekkor érkezett 31 db új villamos is, és újult meg a járműtelep, valamint ekkor kezdődött az elektronikus utastájékoztatási rendszer kiépítése. A projekt feltétele volt az 1-es buszcsalád átalakítása, megszüntetése, azonban ez felemás módon ment végbe.

## Járműállományi adatok

### Az MVK Zrt. járműállománya

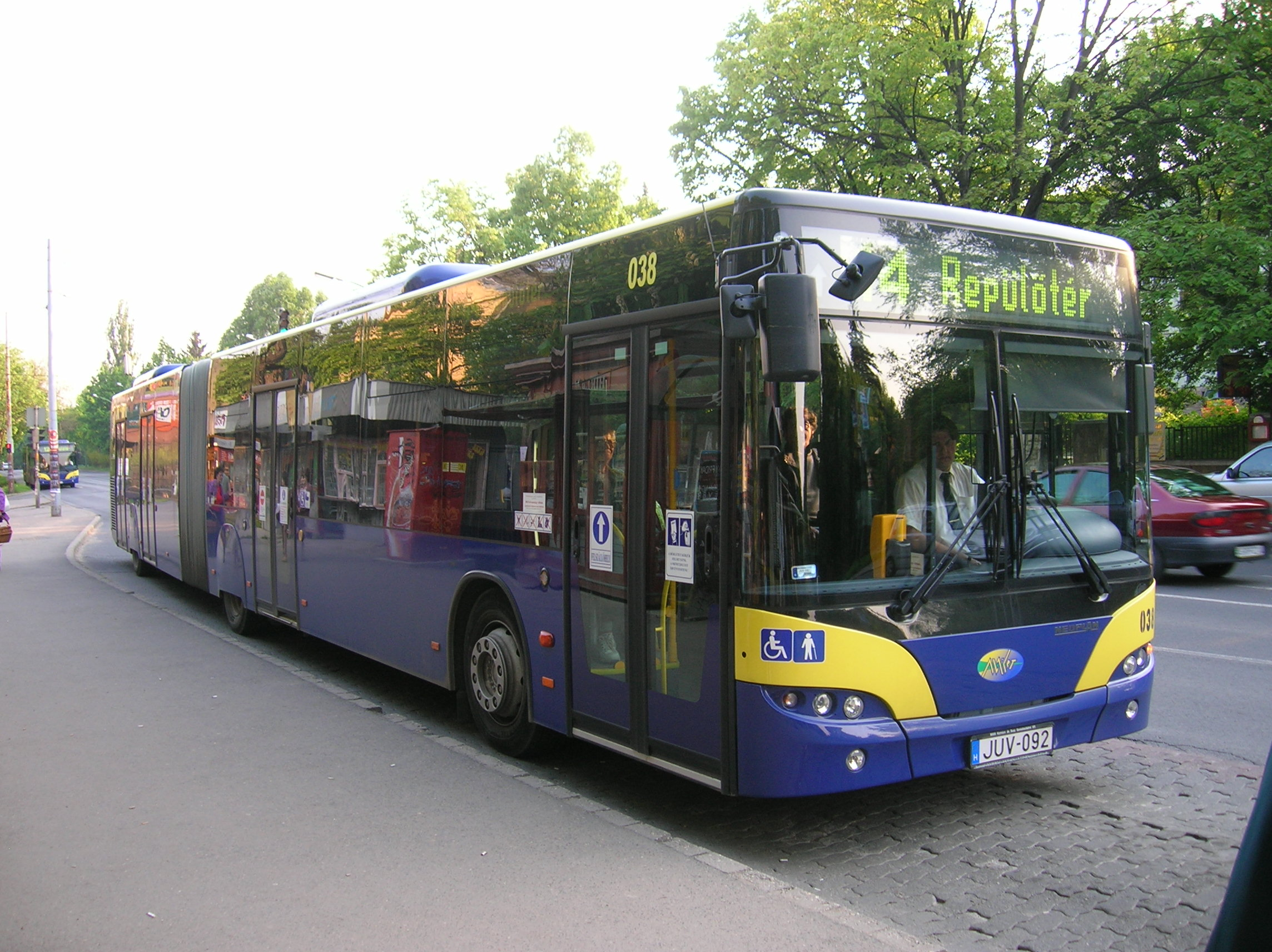
Neoplan Centroliner csuklós alacsonypadlós autóbusz régi festésben

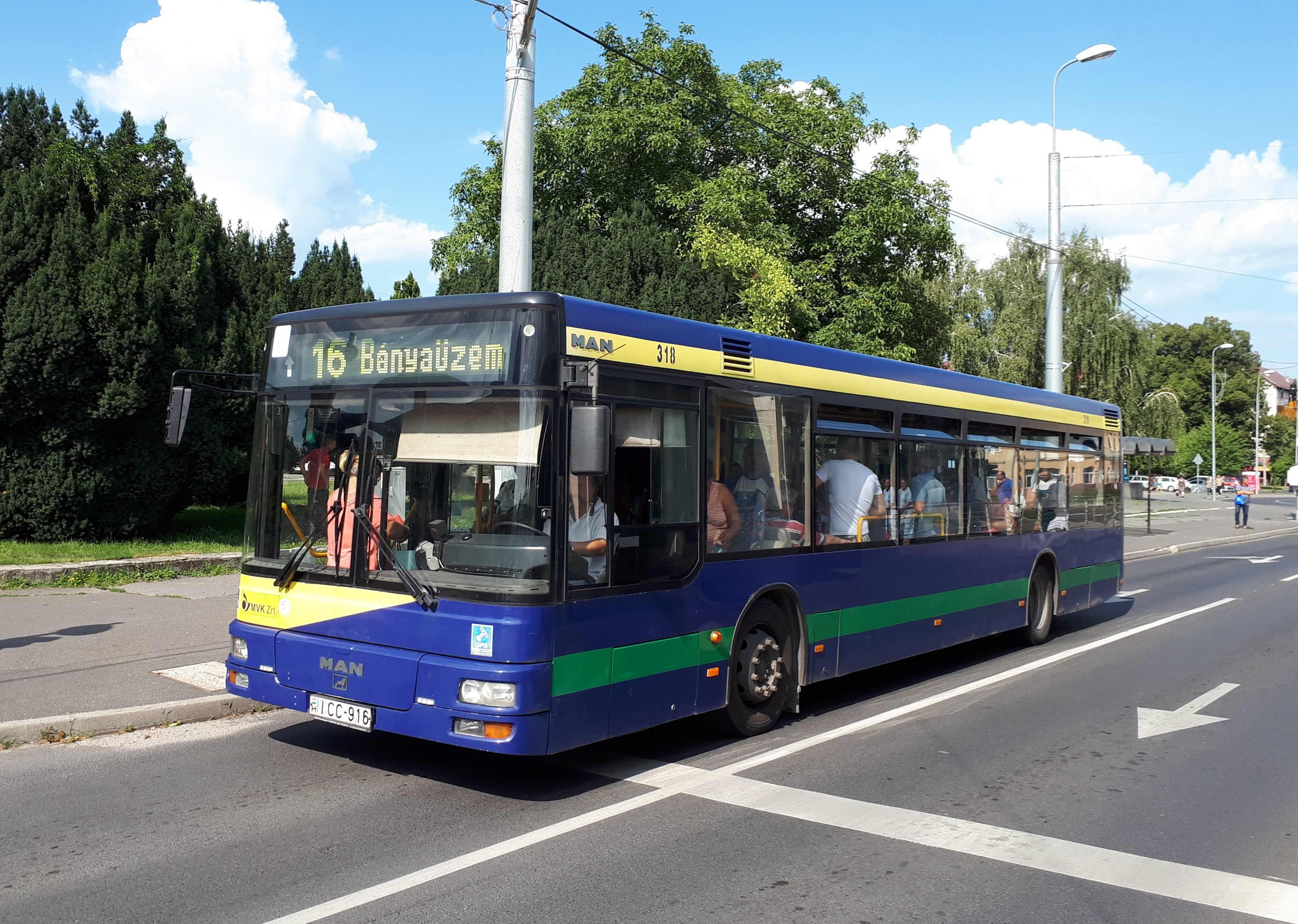
MAN NL 223 alacsonypadlós szóló autóbusz régi festésben

Az MVK Zrt. járműállománya autóbuszokból és villamosokból áll. A járművek jellemzően flottaszínt kaptak, amely megegyezik azzal, amit az új villamosok érkezésekor a közönség megszavazott: tiszta fehér alapon zöld lökhárító, a buszoknál elöl-hátul a lámpa vonaláig, valamint a járművek oldalán hullámvonalban végigfutó, helyenként levélzetre emlékeztető mintázatú csík. Az újabb, környezetbarát üzemanyaggal működő járműveken a "TERMÉSZETESEN MISKOLC" felirat is megtalálható.
Korábban a buszok flottaszíne a sötétkék volt, amit az Ikarus 260-280 sorozattal bezárólag ezüst-szürke övvonal feletti színezés egészített ki. A '90-es években a kékes-lila színt egészítették ki citromsárga és zöld elemek; a villamosok fő színe citromsárga, de kiegészítő színként megjelenik a sötétkék és a zöld is. Az ettől eltérő, korábbi piros-fehér színt ma már csak a 209-es pályaszámú Tátra villamos viseli, valamint a nosztalgia bécsi villamos, amely megtartotta bécsi piros-fehér flottaszínét.
A még állományban lévő, 2010 előtti járművek az újrafényezéskor nem kapják meg az új flottaszínt, hanem a régit, azzal a különbséggel, hogy 2020-tól kezdődően már nem kapják meg a zöld csíkot, hanem a teljes busz kék, melyet sárga elemek egészítenek ki.
A 2023-ban bérelt buszok sem kapták meg a flottaszínt, hanem a csuklós MAN-ek a korábbi üzemelési helyükre, Budapestre jellemző világoskékek maradtak, míg a korábban Veszprémben szolgált lila színű példányok átfóliázással tiszta fehérek lettek.
Villamosok
| Kép                                                                  | Típus             | Eredeti darabszám | Jelenlegi darabszám | Pályaszámok | Gyártási év       | Miskolcon közlekedik | Megjegyzés |
| Forgalmi járművek                                                    | Forgalmi járművek | Forgalmi járművek | Forgalmi járművek   | Forgalmi járművek | Forgalmi járművek | Forgalmi járművek    | Forgalmi járművek |
| -------------------------------------------------------------------- | ----------------- | ----------------- | ------------------- | --- | ----------------- | -------------------- | --- |
| A Városház téren                                                     | Škoda 26T         | 31 db             | 31 db               | 600–630 | 2013–2014         | 2014 óta             | Az 1-es és a 2-es vonalon is közlekednek |
| Nosztalgiajárművek                                                   |                   |                   |                     | |                   |                      | |
| Felső-Majláthon, amikor még az 1-es vonalon is közlekedtek (2014)    | ČKD Tatra KT8D5   | 18 db             | 3 db                | 200–217 (még állományban: 202, 203 és 209)                                                                                         | 1986–1991         | 1991–2015            | Újonnan, vagy alig használtan vásárolva Kassáról és Most-Lítvinovból. A piros-fehér 210-es és 211-es kocsik kivételével mindegyik megkapta a flottaszínt |
| Még forgalomban a 0-s villamosvonaton kicsivel az Újgyőri Piac előtt | E1                | 18 db             | 1 db (nosztalgia)   | 180–199 (nosztalgia: 185) | 1966–1969         | 2002–2015            | Bécsből használtan vásárolva a bengálik kiváltására. 182 – MaVite |
| Egy ugyanilyen típus Bécsben                                         | c3                | 6 db              | 1 db (nosztalgia)   | 300–305 (nosztalgia: 300) | 1959–1960         | 2003–2010            | Bécsből használtan vásárolva, az E1-es villamosok pótkocsijai voltak |
| A Tiszai pályaudvaron nosztalgiaként                                 | FVV CSM (bengáli) | 56 db             | 2 db                | 100–110 130–139 140–174 (nosztalgia: 100, 151) A 100-as a forgalombaállás-kori, a 151-es pedig a selejtezéskori állapotot tükrözi. |                   | 1962–2004            | A típus háromajtós, ötajtós, és tízajtós altípusai is közlekedtek. A tízajtós 151-esen kívül a 147-es, Szentendrén van kiállítva. 1982-től folyamatosan selejtezték őket, az utolsó 2004-ben került ki a forgalomból. A háromajtós 100-as pályaszámú kocsi is 1989-ig szolgált, majd eredeti állapotát 1997-ben visszaállították. Azóta nosztalgiajárműként szolgál |

Egyéb villamosjárművek

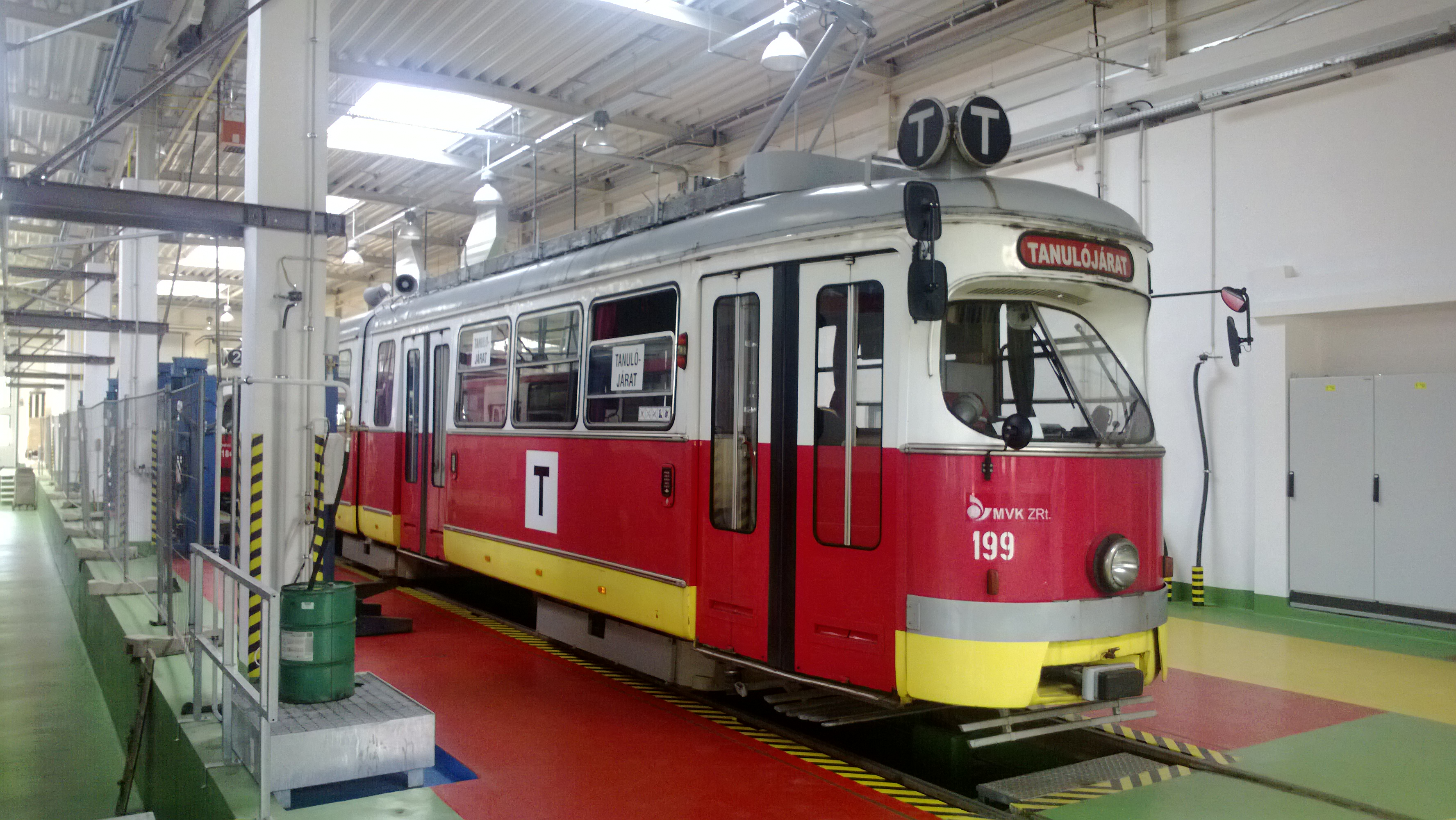
E_{1-es} villamos (tanulójármű)

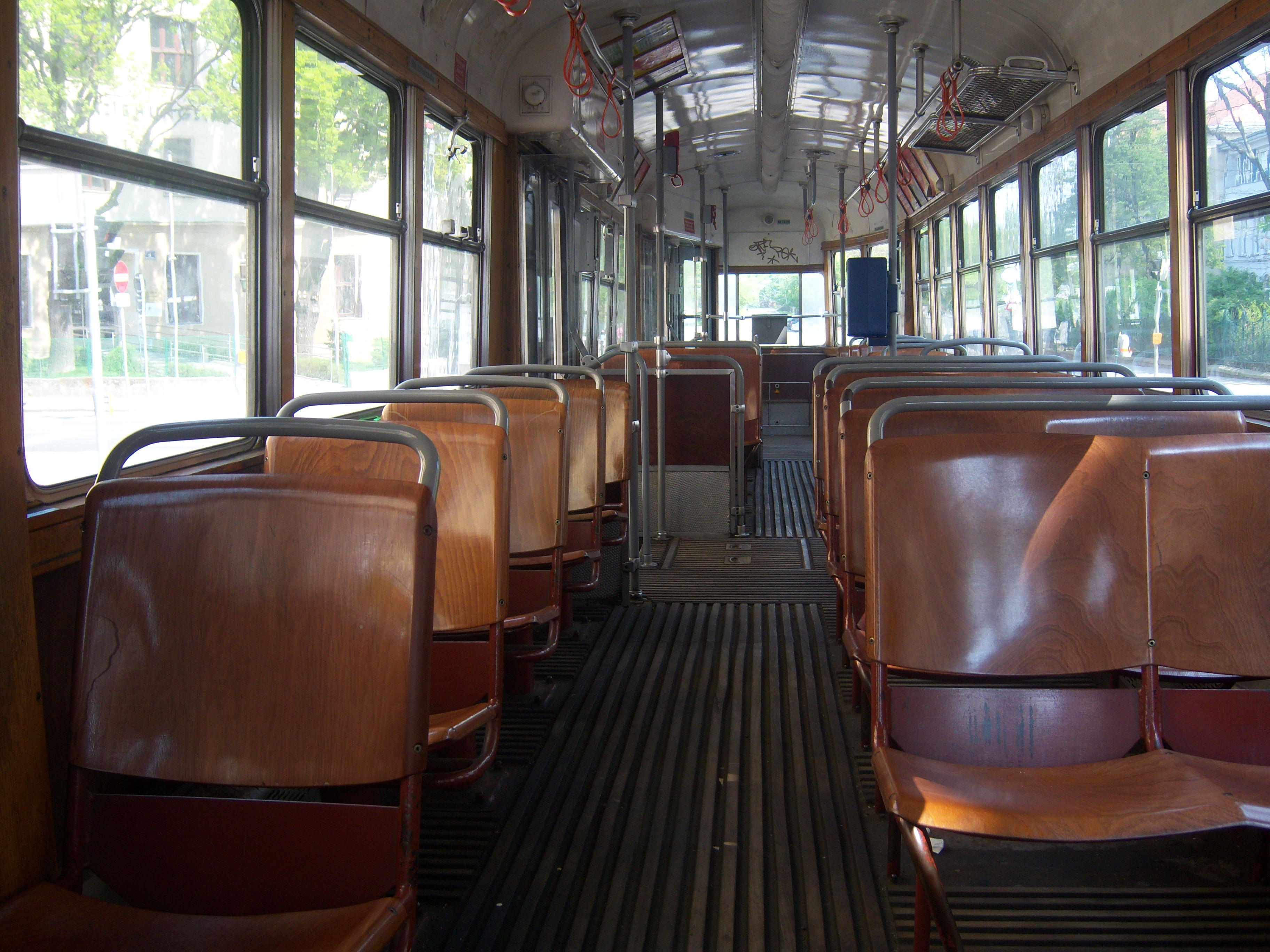
Egy igazi „fapados” jármű, a C3-as villamos-pótkocsi (A kép ugyan Bécsben készült, de Miskolcon is ilyen állapotban közlekedtek 2010-ig)

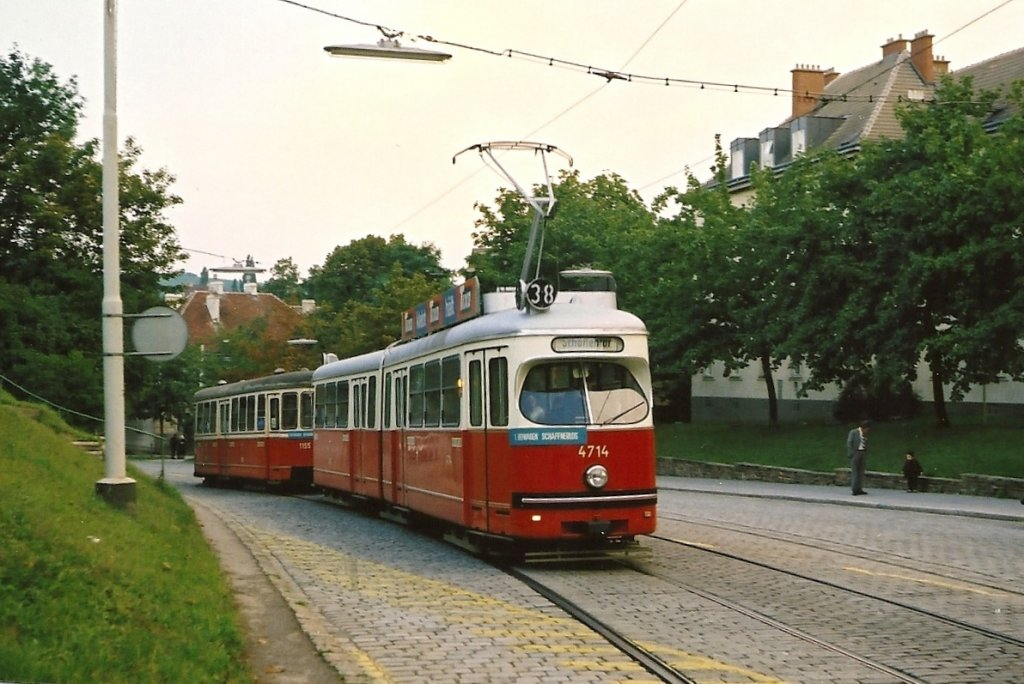
A 4714 pályaszámú SGP E1-es villamos még Bécsben, 1969-ben, a 38-as viszonylaton. Ezt a járművet az MVK Zrt. 2003-ban vette állományba 180-as pályaszámon

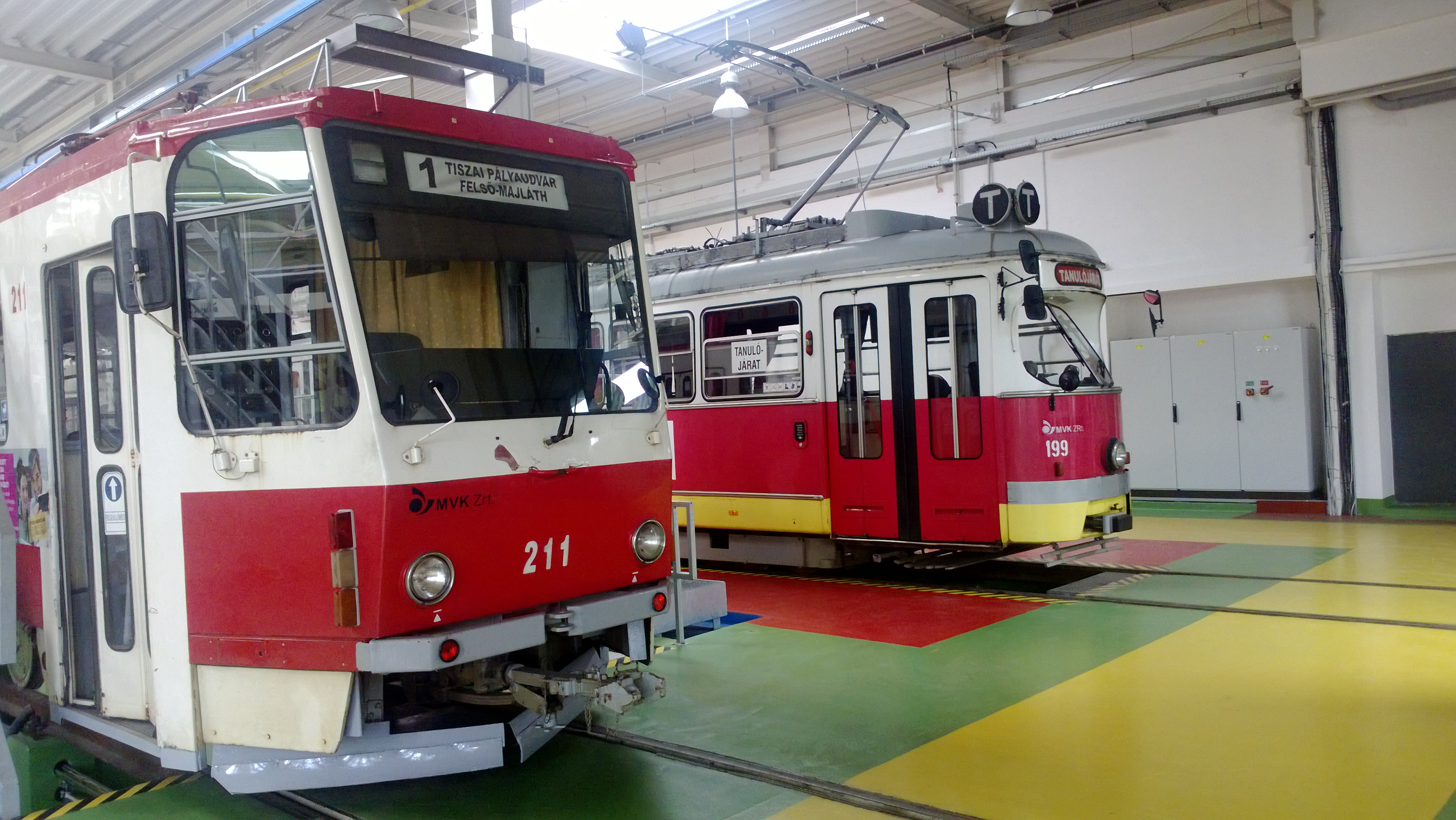
A javítócsarnokban

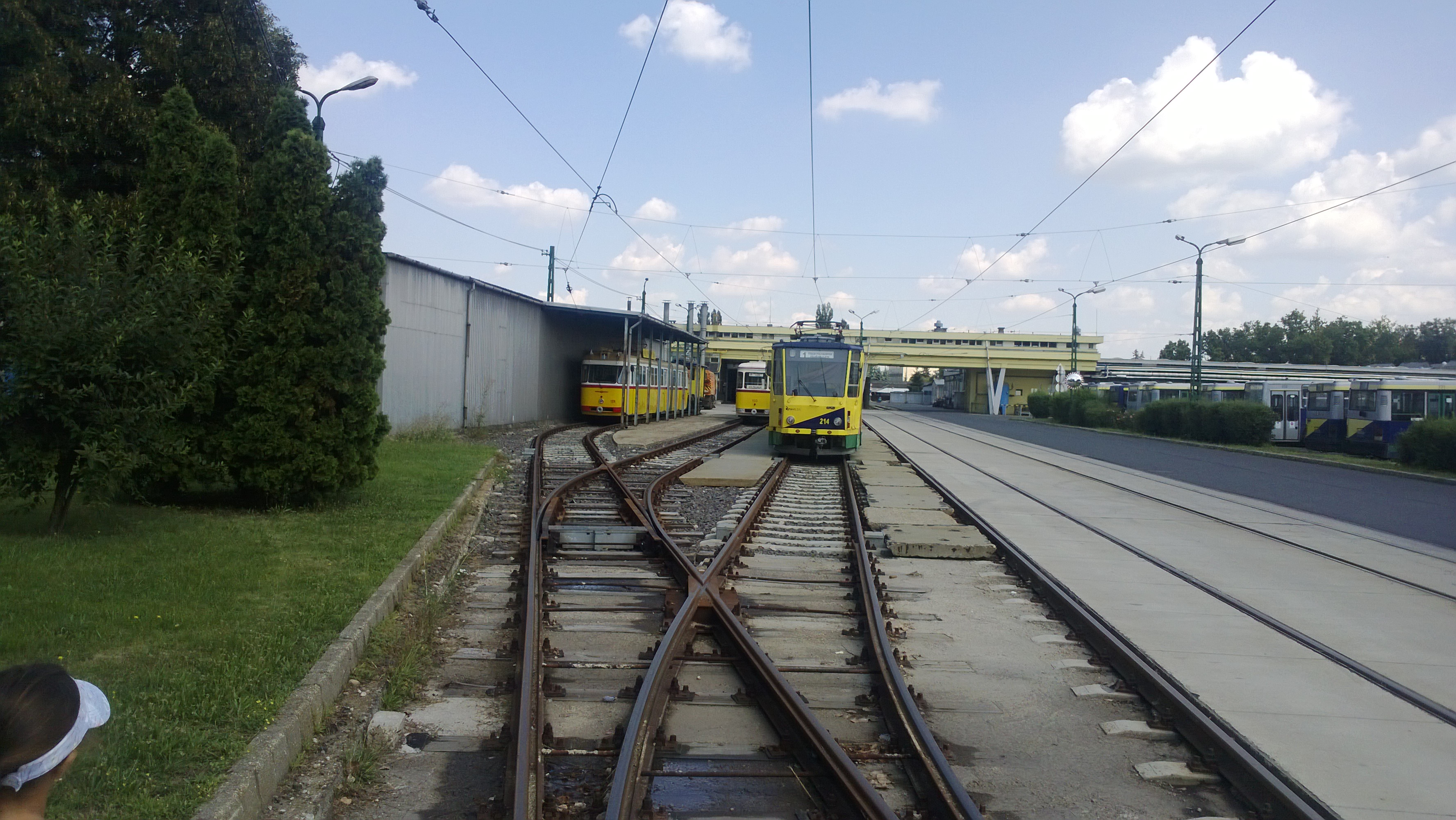
A telephelyen a két „bengáli”

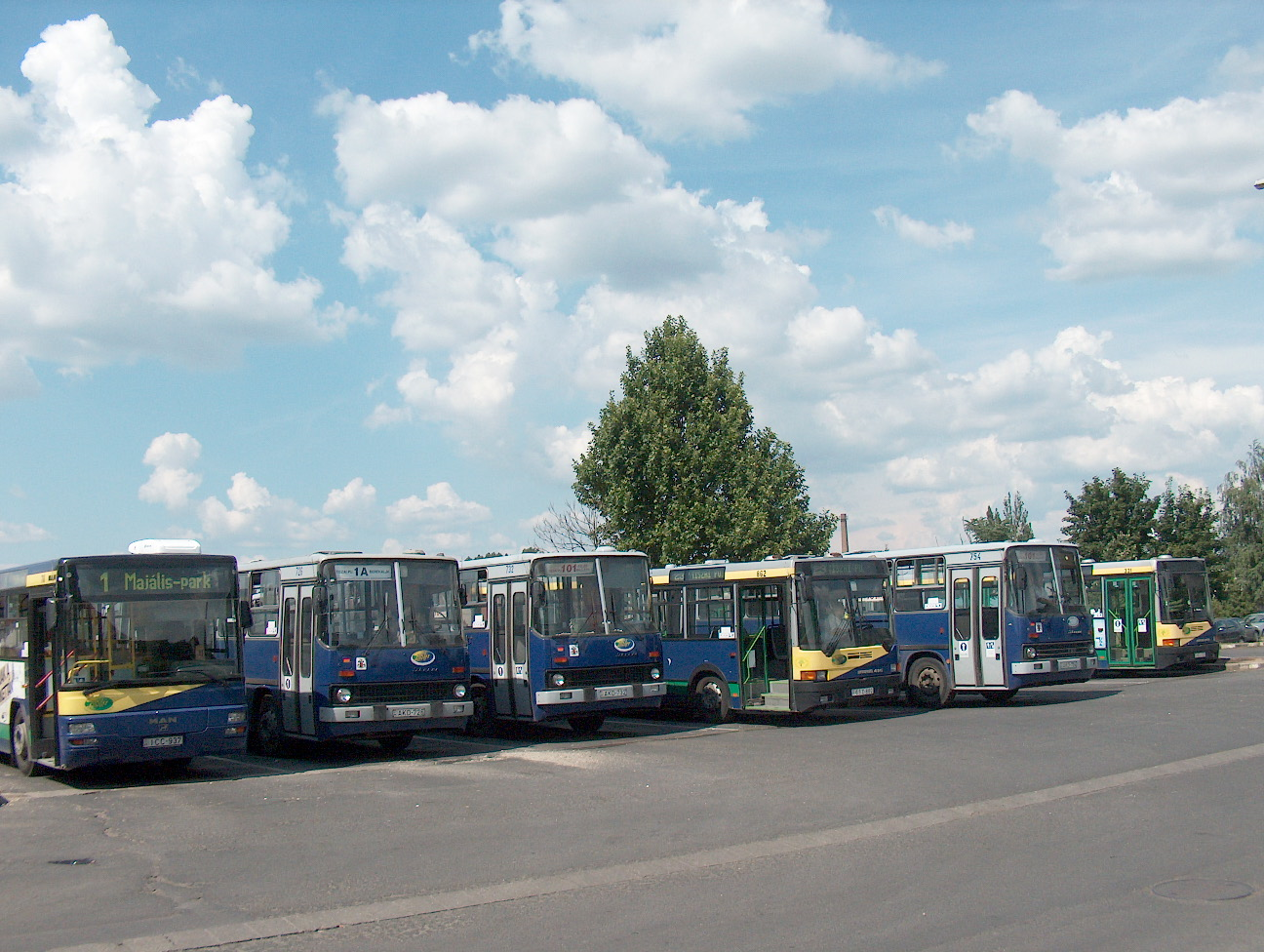
Autóbusz-járműpark. Ezek közül már csak az MAN buszok (bal oldal) közelednek, a képen látható többi típus selejtezésre került

- 1 darab korszerűsített M5-ös hóseprő (gyártva 1910-ben). Pár éve felújítva, télen nagy hó esetén szolgálatba áll.
- 1 darab kéttengelyes (acélvázasított) szolgálati villamos (40-es pályaszám). Jelenleg üzemképtelen.

Autóbuszok
- 3 darab MAN NL223-as szólóbusz (2002). 29 ülő és 71 állóhellyel rendelkeznek, alacsonypadlós kivitelűek kihajtható rámpával, külső-belső vizuális utastájékoztató berendezéssel felszereltek. Motor: Euro III-as
- 4 darab MAN SL223-as szólóbusz (2002). 27 ülő és 73 állóhellyel rendelkeznek, külső-belső vizuális utastájékoztató berendezéssel felszereltek. Motor: Euro III-as
- 14 darab MAN SG263-as csuklósbusz (2002). 39 ülő és 111 állóhellyel rendelkeznek, külső-belső vizuális utastájékoztató berendezéssel felszereltek. Motor: Euro III-as
- 33 darab Neoplan Centroliner N4522-es csuklósbusz (2006). 41 ülő és 97 állóhellyel rendelkeznek, alacsonypadlós kivitelűek, kihajtható rámpával, külső-belső vizuális és belső hangos utastájékoztatással és légkondicionálóval felszereltek. Motor: Euro IV-es
- 40 darab MAN Lion’s City A21 CNG szólóbusz (2016). Alacsonypadlós kivitelűek, kihajtható rámpával, külső-belső vizuális és belső hangos utastájékoztatással és légkondicionálóval felszereltek. Motor: Euro VI-os
- 35 darab MAN Lion’s City A40 CNG csuklósbusz (2016). Alacsonypadlós kivitelűek, kihajtható rámpával, külső-belső vizuális és belső hangos utastájékoztatással és légkondicionálóval felszereltek. Motor: Euro VI-os[9]
- 10 darab BYD K9UD szólóbusz (2022): Alacsonypadlós kivitelűek, kihajtható rámpával, külső-belső vizuális és hangos utastájékoztatással, légkondicionálóval felszereltek, USB-s töltővel rendelkeznek. 100%-ban elektromos járművek.
- 6 darab Iveco Feniksbus FBI midibusz (2023): CNG üzemanyag hajtású, a hátsó része teljesen alacsonypadlós, kihajtható rámpával.
- 2023 februárjától az MVK néhány buszt is bérel: csuklós dízel MAN Lions City GL NG313 buszokat (színük BKK-kék), egy Neoplan Centroliner N4416 szóló dízelbuszt, és MAN Lion’s City A21 szóló dízelbuszokat (ezek színe liláról fehérre lett átmatricázva). A buszok belső átmatricázásra kerültek, azonban a hangos utastájékoztatás nem működik bennük, ahogy a kijelzők is manuálisan vannak beprogramozva (belül ezek sem működnek).

Utóbbi évek eseményei:
- 2001. december 27-én a HEX-145-ös (145) Ikarus 435-ös teljesen kiégett a Majális parknál (1-es busz). Többet nem állt forgalomba
- 2009. szeptember 3-án a JUV-096-os (042) Neoplan Centroliner motortere kigyulladt a vasúti felüljárón (3-as busz). A buszt felújították, ám 2014-ben újra kigyulladt
- 2010. március 11-én a GTH-776-os (776) Ikarus 435-ös teljesen kiégett a Besenyői úton (8-as busz). Többet nem állt forgalomba
- 2010. november 16-án a HFD-501-es (501) Ikarus 435-ös motortere kigyulladt az Avason (35-ös busz). Megjavítva, de már nem közlekedik
- 2014. december 6-án a JUV-096-os (042) Neoplan Centroliner motortere kigyulladt a Hejőcsabai Gyógyszertár megálló előtti lámpánál várakozva (14H busz).[16] 2015 szeptemberétől ismét közlekedik
- 2021. augusztus 27-én a JUV-096-os (042) Neoplan Centroliner motortere kigyulladt a Petőfi tér megálló előtti kereszteződésnél (20-as busz). Jelenleg nem közlekedik.

Nosztalgiabuszok
- 1 darab Ikarus 31-es nosztalgiabusz (OT 05-78). 1959-es gyártású (2005-ben felújítva), az ország egyetlen veteránvizsgás autóbusza. 25 ülő- és 18 állóhellyel rendelkezik
- 1 darab Ikarus 620-as nosztalgiabusz (LPY-045). 1969-es gyártású (2010-ben felújítva), 22 ülő- és 38 állóhellyel rendelkezik
- 1 darab Ikarus 260-as nosztalgiabusz (AKD-590). Jelenleg üzemképtelen
- 1 darab Ikarus 280-as nosztalgiabusz (AKD-707). Jelenleg üzemképtelen

Különjárati autóbuszok
- 1 darab MAN RH-413-as különjárati busz, melyet az MVK Zrt. ajándékba kapott a gyártótól a nagyszabású MAN buszbeszerzés következtében 2002-ben. (eladásra meghirdetve)

### A LÁEV járműállománya
A Lillafüredi Állami Erdei Vasút járműállománya tíz mozdonyból, tizenkét nyitott és nyolc zárt kocsiból áll.

### A Dott járműállománya
A városban a Dott (korábban TIER) szolgáltatja az elektromos rollereket, ezekből 330 darab üzemel, melyeket városszerte 180 parkolóponton lehet megtalálni és otthagyni. Ezek a járművek el vannak látva a gázkaron túl két fékkel (első, hátsó), továbbá van rajtuk csengő, és egy indexlámpa. A középső panel felé, amely a sebességet és a töltöttséget mutatja, rögzíthető a telefonunk. A kormányon került elhelyezésre egy fogantyú, amelyre kisebb szatyrokat helyezhet a felhasználó. Egy teljesen töltött roller kb. 40–42 km-t képes megtenni, akkumulátoraik a szakszemélyzet által kivehetőek, tölthetőek, cserélhetőek. 2024-től kezdődően Mályi, Kistokaj és Szirmabesenyő is elérhetővé vált. A járművek maximális sebessége 25 km/h, kivéve a forgalomcsillapított területeken, ahol 10 km/h-ra van lekorlátozva. Egyes városrészek (pl. Pereces) még nem elérhetőek.

## Fontosabb tömegközlekedési csomópontok

### A város fontosabb állomásai
Tiszai pályaudvar (Vasútállomás és helyi villamos- és autóbusz-állomás)
A Tiszai pályaudvarról 1897-ben indult meg a villamosközlekedés. Az autóbuszok közül indult már innen az 1-es, 1A, 1B, 1D, 1Gy, 101-es, 8-as, 10-es, 10A, 17-es, 18-as, 21-es, 21T, 23-as, 31-es, 31A-s és az ME járat. Az ötvenes években még az 5-ös autóbusz is innen indult. Először a 10A szűnt meg 1977-ben, másodszor 1D 1988-ban. 2007-ben a 101-es, 17-es, 23-as járatokat szüntették meg. A 8-ast két járatra bontva a Repülőtér–Tiszai között közlekedett. A Tiszai–Húskombinát szakaszon a 18-as járt, amit 2011. június 15-én megszüntettek, s a 2007 előtti állapotot visszaállítva újra a Repülőtér–Húskombinát (Hűtőház) között közlekedtetik a 8-as buszjárat.
Jelenleg az innen induló járatok: 1-es, 1A-s, 2-es villamos, 1-es, 21-es, 30-as, 31-es, valamint a 3-as, 3A-s, 8-as buszjárat, ami csak érinti a pályaudvart.
Búza tér (helyi és helyközi autóbusz-állomás)
A Búza tér 1965 óta üzemelő végállomás, melyet az MVK Zrt. és a Volánbusz Zrt. járatai egyaránt használnak. A megszűnt járatok közül innen indult a 10-es (1965–1977) , a 23-as (1966–1978) , a ZS (2007-ig), a 24B (2002–2006), a 7A (1977–1985), a 102-es (1976–1989), a 101B (1975–1979), a 103-as (1977–1982), a 104-es (1976–1984). A most innen induló buszok a 3-as, 4-es, 7-es, 11-es, 20A-s, 28-as, 43-as, 44-es, 45-ös. A végállomást érinti az 1-es, 3A-s, 20-as, a 24-es, a 32-es és a 101B-s járat. Ezek a járatok nem térnek be a Búza térre, csak érintik. 2012. március 1-jével hétköznapokon kora reggel és késő este, valamint hétvégenként a 2-es helyett a Repülőtérről érkező 20-as látja el a vonalat, oda-vissza irányban a Búza tér betérésével.
Újgyőri főtér (helyi autóbusz-állomás)
Az innen induló járatok: 6-os, 9-es, 16-os, 19-es, 29-es, 39-es, 68-as autóbuszok. Áthaladó járatok: 1-es, 1A-s, 2-es villamos; 1-es, 21-es, 53-as, 54-es, 101B-s autóbuszok.
Repülőtér (helyi autóbusz-állomás)
A Repülőtér végállomás 1955-ben jött létre. Azok a járatok, melyek innen indultak: 3A (2021–), 8 (1978–), 108 (1979–1980), 10 (1975–1977, 1990–2000) 12 (1955–2021, 2023–), 12Gy (1973-ig), 14 (1955–), 14Gy (1973-ig), 18 (1988–2007), 20 (2000–2007, 2012–), 24 (1970–), 24A (2002–2007), 32 (1977–78), P (1989), 35R (2015–2023), 36 (2023–), 54 (2015–). 2007. január 1-jétől a 20-as és a 24-es viszonylatot megszüntették, a 24A-t átszámozták 24-esre és így a Búza térig közlekedett. A 24-es helyére a 14H járat került, amely ugyanúgy a Hejő-parkig közlekedett. A 8-as viszonylatot kettéosztották, így az a Tiszai pályaudvarig közlekedett. A Húskombinátot (most Hűtőház) a Tiszairól induló 18-as látta el. 2011. június 15-től a 18-ast megszüntették, a 8-as viszonylatot visszaállították eredeti útvonalára. A 12-es korábbi 2007-es állapotát 2012 márciusában visszaállították, így újra az Egyetemvárosig közlekedik. Hétköznap a kora reggeli és a késő esti órákban, illetve hétvégéken a 2-es és a 12-es járat helyett a 20-as jár. 2018-ban a neve Repülőtér/BOSCH-ra módosult.
A jelenleg innen induló járatok: 3A-s, 8-as, 12-es, 14-es, 20-as, 24-es, 36-os, 54-es, 240-es.
Avas kilátó (helyi autóbusz-állomás)
A város legsűrűbben lakott városrészében, az Avason található. A végállomás 1980 óta üzemel. Az innen induló autóbuszok, amelyek az Avas I., II. és III. ütemét látják el: 30-as, 31-es, 32-es, 34-es, 35-ös, 35G-s, 36-os és az Auchan 2-es autóbuszok. Azonban két körjárat, a 29-es és a 39-es, csak érinti a megállóhelyet. Az áruházi járatokon csak szóló járművek közlekednek. 2007-ig innen indult a 36-os és 39-es autóbusz is, melyeket a nagy átszervezéssel megszüntettek (2023. október 14-től mindkét viszonylat újraindult). 2020. április 6-ig a 38-as is innen indult a Malomszög utca irányába a Hideg soron keresztül. 2024. szeptember 5-től újraindult az Auchan 2-es áruházi járat. Közlekedett még egy áruházi járat, a Tesco Avas-autóbusz, amit 2017. január 1-től az áruház kérésére megszüntettek.
Felső-Majláth (helyi villamos- és autóbusz-állomás, kisvasúti megállóhely)
Elődje, a diósgyőri állomás 1978-ban jött létre kis végállomás formájában, ahonnan az 5-ös, a 15-ös, és a 69-es buszok indultak. 2012-ben azonban ezek átkerültek az újonnan létesített felső-majláthi villamosvégállomás területére. A hely kis sétával átszállási lehetőséget biztosít a LÁEV kisvasútra, melynek telephelye is itt található. Végállomási épületként a felújított „Bagolyvár” funkcionál, melyben információs pult, bérletpénztár, váróterem, nyilvános WC, és egy büféhelység is helyet kapott. Ezen kívül itt található a rendészet kerületi központja is.
A jelenleg innen induló járatok: 1-es villamos, 1G-s, 5-ös, 15-ös, 54-es és a ZOO jelzésű autóbuszok. Ezeken kívül a következő járatok érintik: 1-es, 53-as, illetve 2020. szeptember 1-től 2023. október 14-ig az 1B-s, a mai napig járó 2023. október 14-i menetrend váltással ritkított 101B-s járatok és az e változással meghosszabbított 21-es (csak Berekalja irányába) autóbuszok, valamint a Volánbusz bükkszentkereszti, répáshutai és egyes egri járatai.
Centrum/Szinvapark (kiemelendő átszállópont és végállomás)
A 2024. július 1-jétől az Auchan 1-es busznak is a Centrum a végállomása (csütörtöktől vasárnapig). Az alapjáratok közül továbbra is csak a 35-ös jelzésű autóbusz végállomásozik. A korábban végállomásozó buszjáratok: a 22-es busz helyét átvette a Repülőtérről induló 12-es és a Búza térről induló 20A-s.
Érintett a 44-es is, amit a Búza térig hosszabbítottak meg. A 24-es busz a 2022. december 13-i változással meghosszabbították a Középszer utcáig. A következő járatok érintik, vagy végállomása: 1-es, 1A-s (2020. szeptember 1-től), 2-es villamosok, valamint a 3A-s, 12-es, 20-as, 20A-s, 24-es, 28-as, 32-es, 34-es, 43-as, 44-es 45-ös és az Auchan 1-es autóbuszok.

### Korábbi állomások
Gömöri pályaudvar (volt vasút- és autóbusz-állomás)
Innen indul a 32-es járat Avas kilátó felé, továbbá megáll itt a 8-as járat.
Avas városközpont (volt helyi autóbusz-állomás)
2015. június 14-ig volt végállomás, ma már csak megállóhely, miután az utolsó innen induló járat, a 34-es járat felkerült az Avas kilátó végállomásra. Előtte innen indult egykor a 29-es, 31-es, 31Y, 32-es, 33-as, 33A-s és 37-es járatok indultak. 2023. október 14-től csúcsidőben érinti a megállót a 35-ös is.
Diósgyőr városközpont (volt helyi villamos- és autóbusz-állomás)
2011-ig végállomás volt, ahonnan az 1-es villamos indult, valamint az 5-ös, 15-ös és a 69-es autóbuszok. 2012-től ezeknek a járatoknak az új végállomása a Felső-Majláth, valamint új nevet kapott a volt végállomás, ami már csak megállóhelyként szolgál. Jelenleg érintő járatok: 1-es villamos, 1-es, 1B-s (2020. szeptember 1-től 2023. október 14-ig), 15-ös, 21-es (2023. október 14-től) 53-as, 54-es, 101B jelzésű autóbuszok.

## Miskolc tömegközlekedési vonalai és hálózata
Itt a 2024. szeptember 5. utáni állapotok láthatók. A közlekedő vagy megszűnt autóbusz- és villamosjáratokat lásd a Miskolc viszonylattörténete cikkben.

### Miskolc Városi Közlekedési Zrt. (MVK Zrt.)
Kötöttpályás közlekedés:
Villamosvonalak:
- 1-es villamos: Tiszai pályaudvar – Felső-Majláth (Éjjel is üzemel)
- 1A-s villamos: Tiszai pályaudvar – Diósgyőri gimnázium (hétköznap csúcsidőben közlekedik)
- 2-es villamos: Tiszai pályaudvar – Vasgyár – Újgyőri főtér (Hétvégén a járat nem közlekedik. A Vasgyár elérése az Újgyőri főtérről induló buszjáratokkal lehetséges. Ez esetben az 1-es villamoson érvényesített menetjegy másik végének érvényesítésével a Vasgyárig (2-es villamos végállomása) lehet utazni)
- Keskeny nyomközű vasútvonalak: Lillafüredi Állami Erdei Vasút (LÁEV)
  - 330-as vonal: (L3-as vonal) Miskolc (Dorottya u.) – Lillafüred – Garadna (Keskeny nyomközű 14 km hosszú vasútvonal)
  - 331-es vonal: (L4-es vonal) Miskolc (Dorottya u.) – Papírgyár – Mahóca (Keskeny nyomközű 16 km hosszú vasútvonal)
  - Libegő:
  - L5-ös vonal: Lillafüred Kalandpark – Jávorhegy

Autóbuszvonalak:

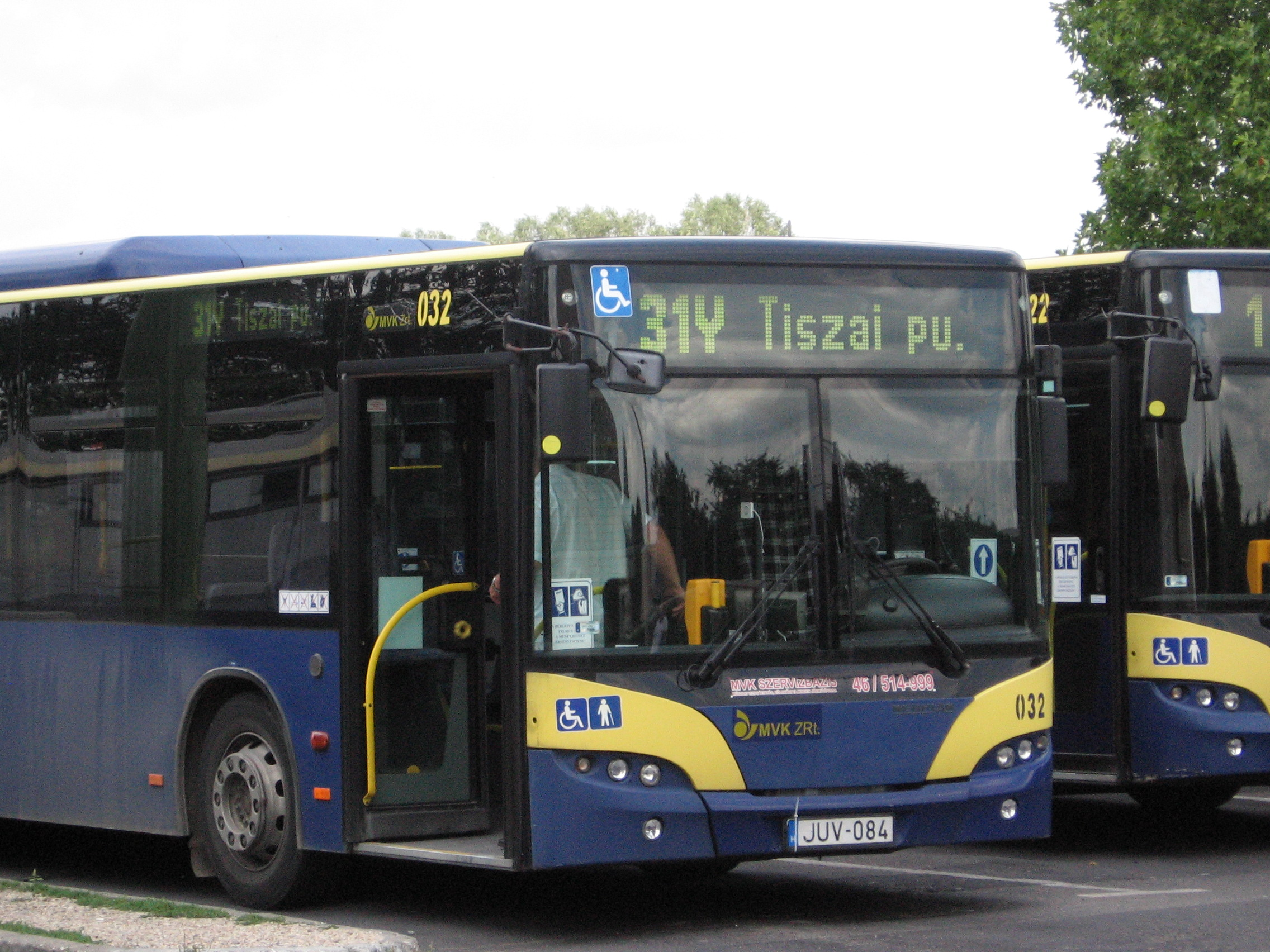
31Y-os jelzésű járaton egy Neoplan busz

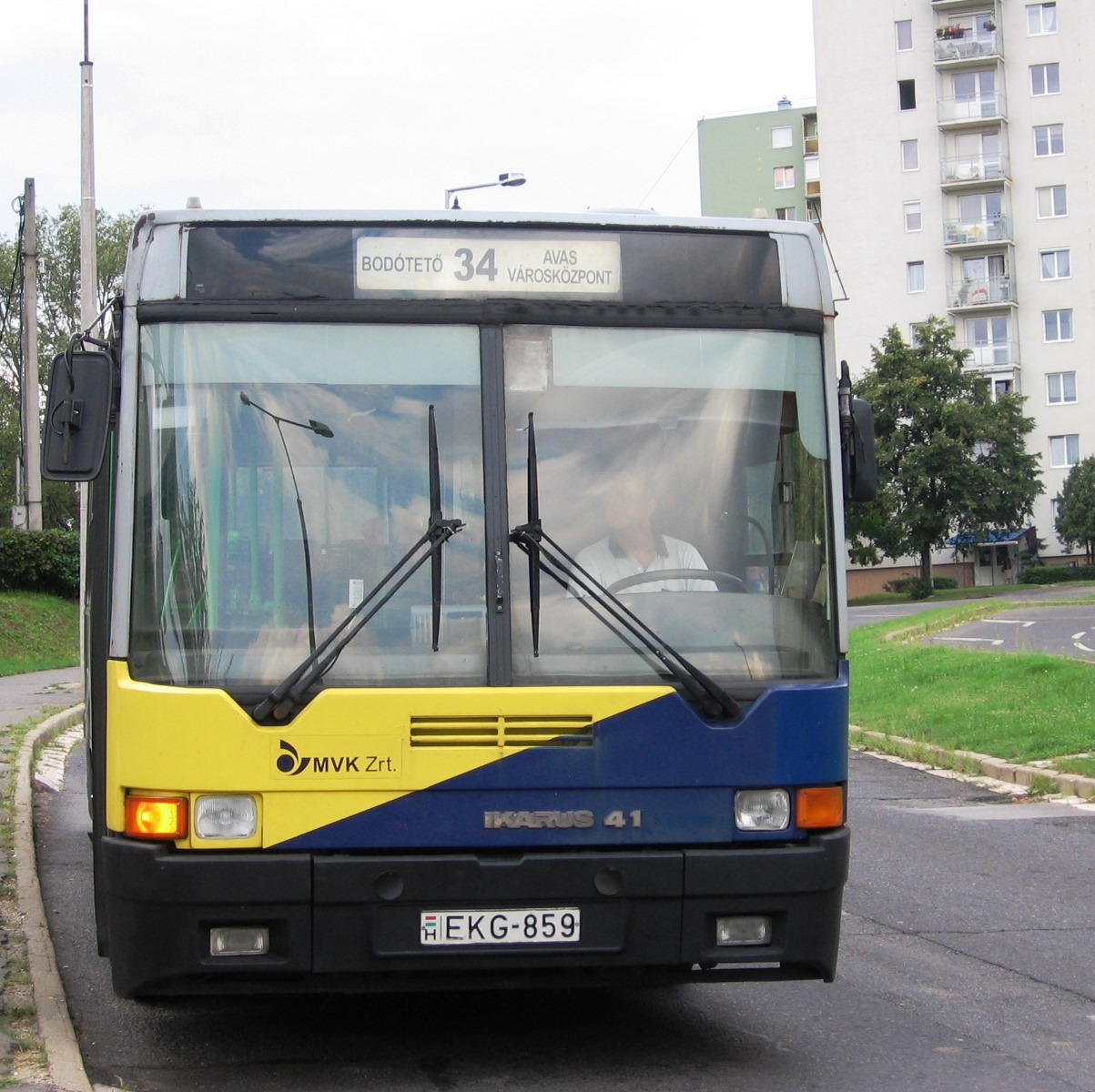
34-es jelzésű járaton egy FOK-GYEM kijelző nélküli Ikarus 415-ös. Ez a típus már nem közlekedik

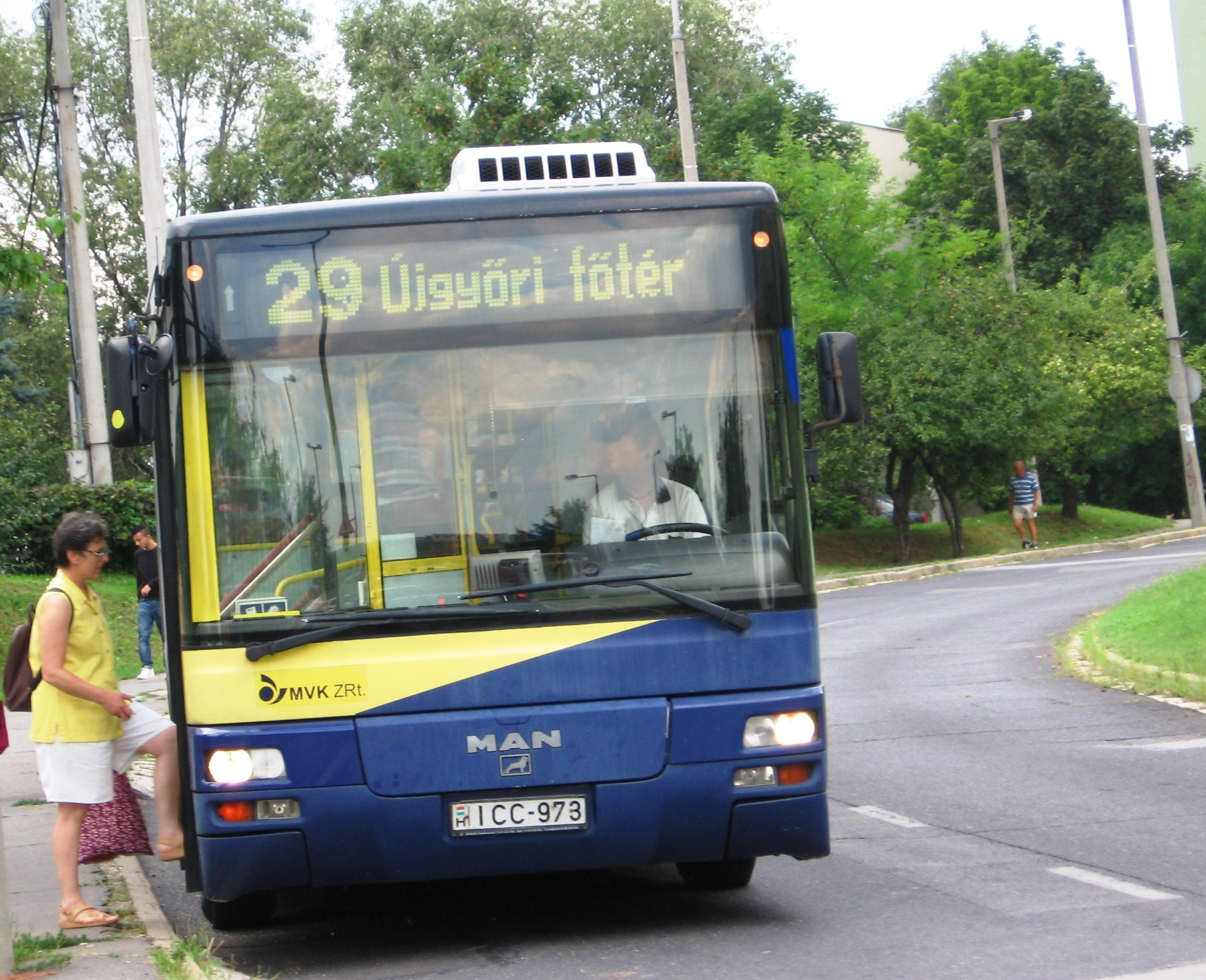
29-es járaton egy magaspadlós MAN busz

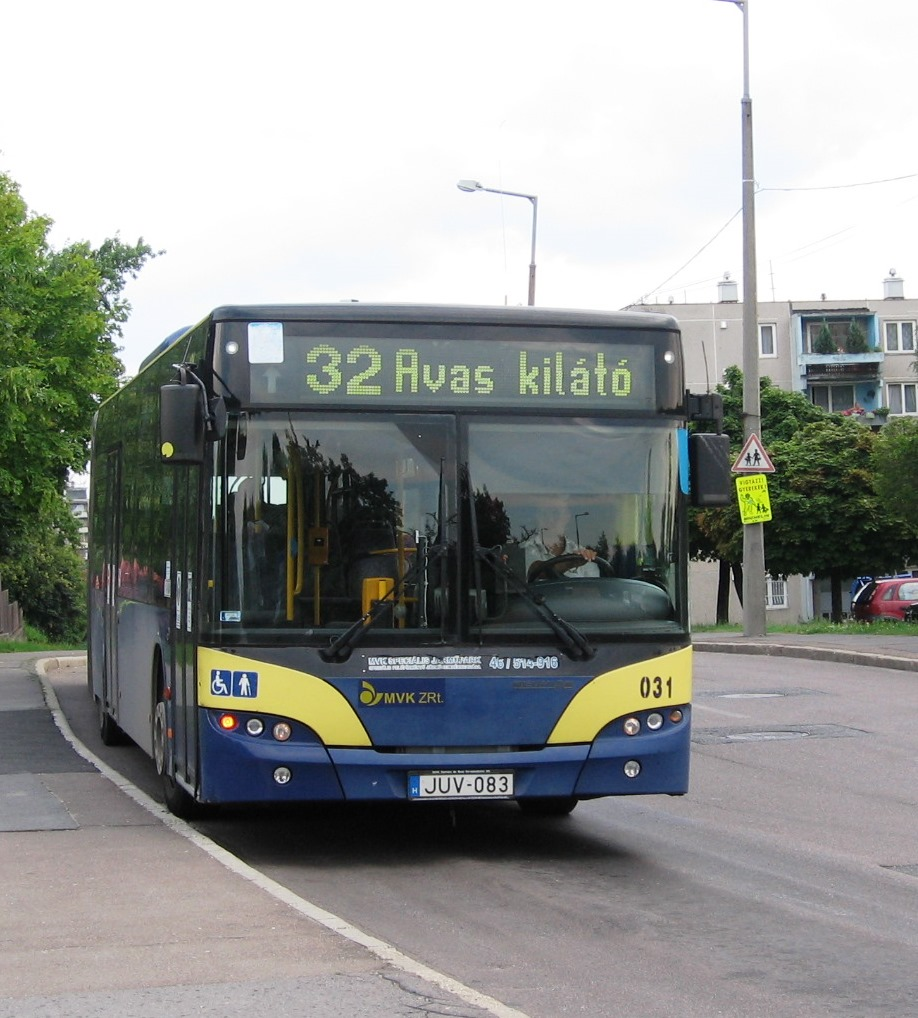
32-es járat Avas Kilátó végállomáson

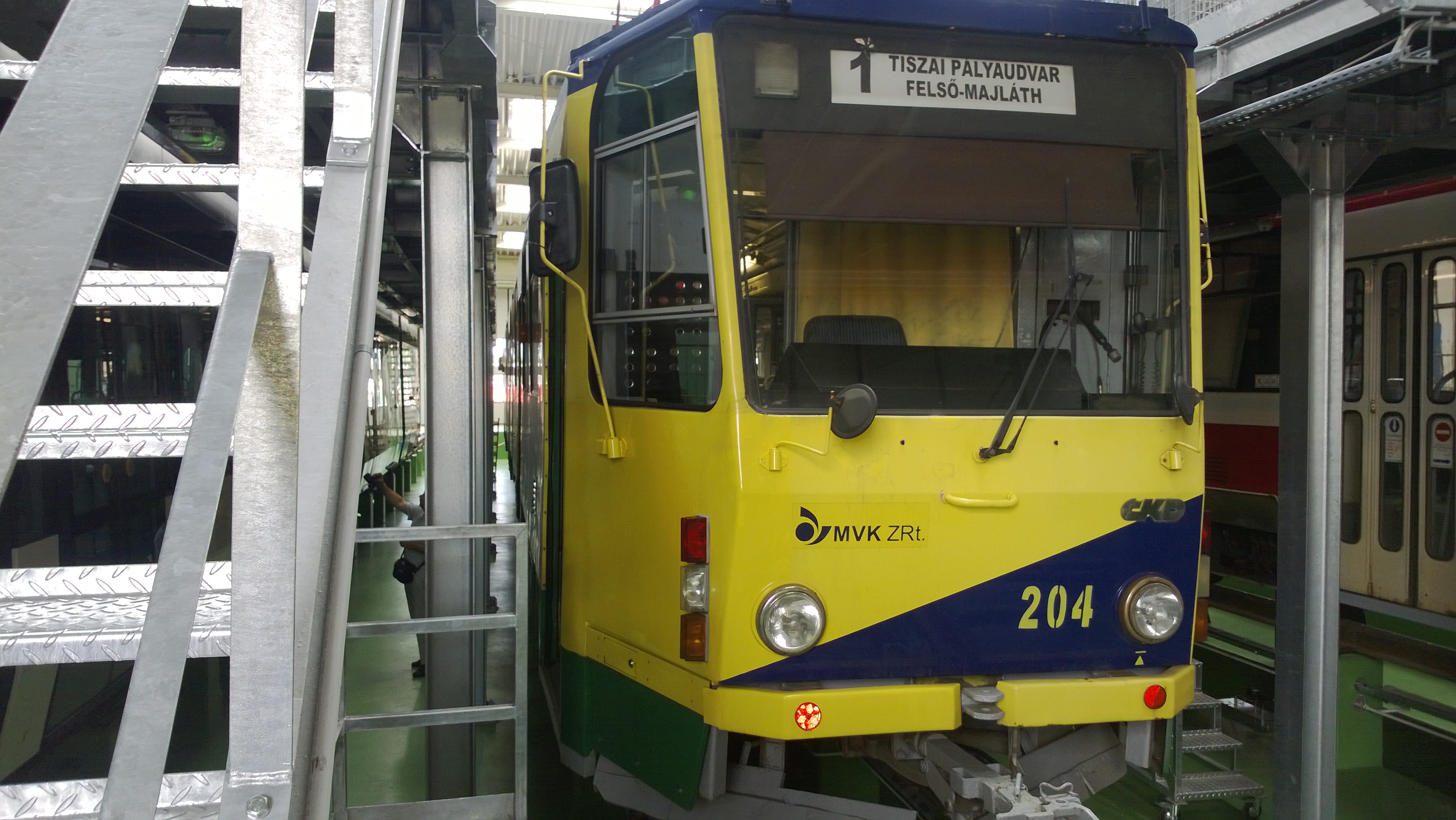
Egy Tátra villamos a remízben. A képen látható 204-es már Prágában van, a típus nem közlekedik

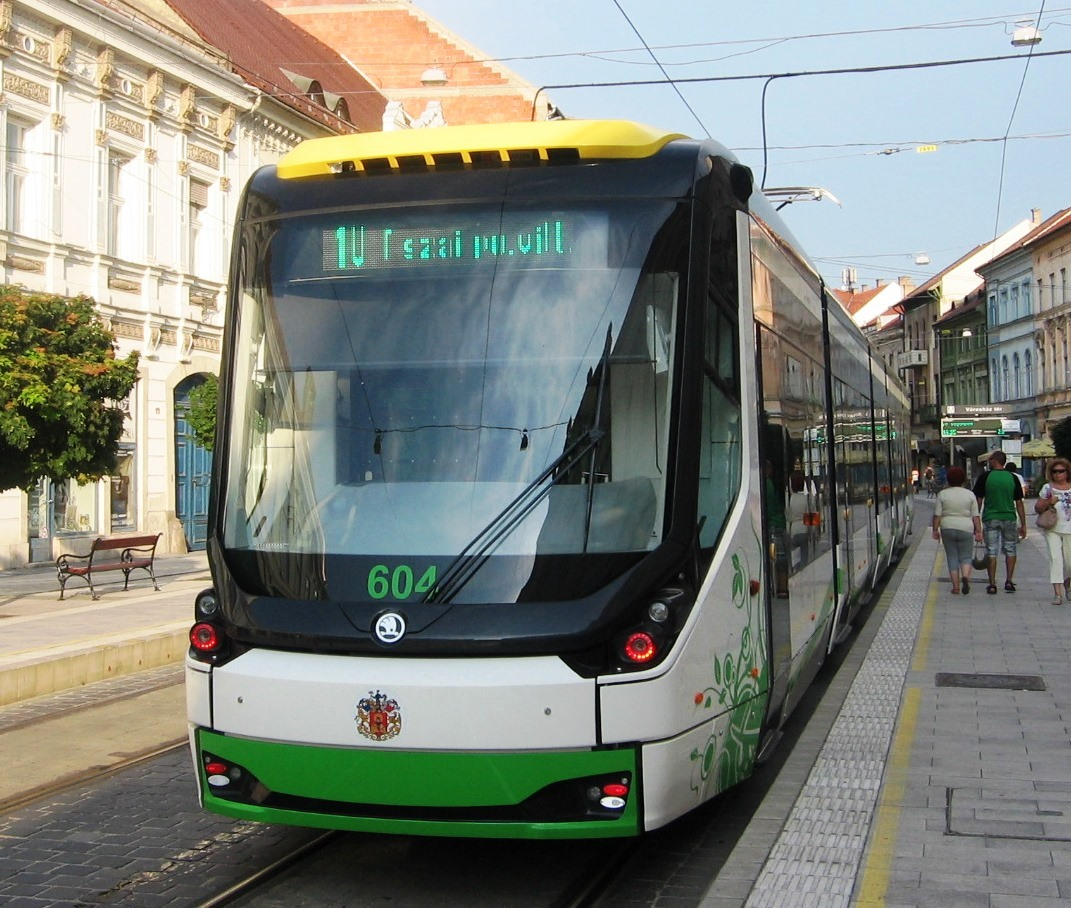
Az új Škoda villamos

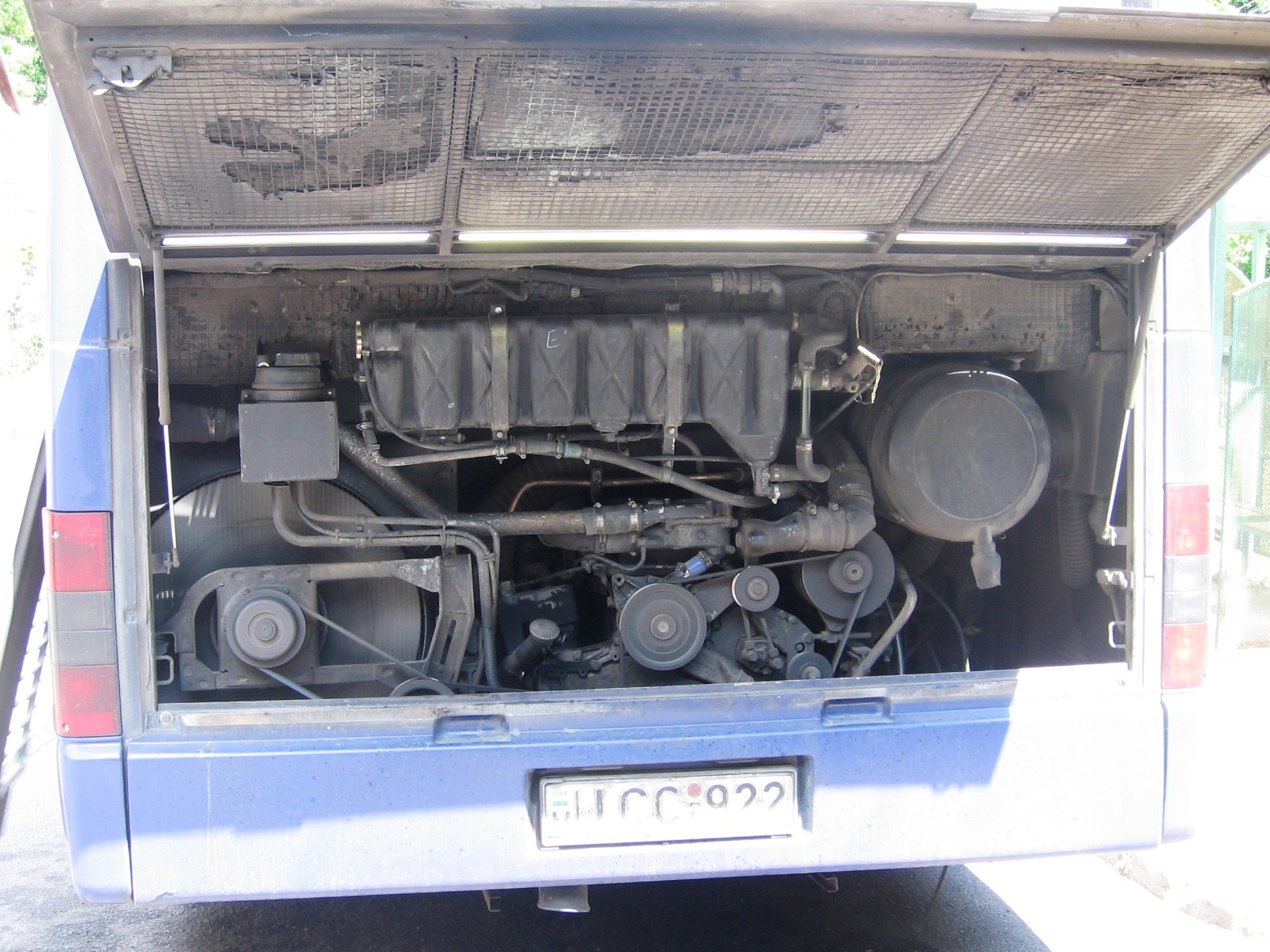
Egy szóló MAN busz motorja

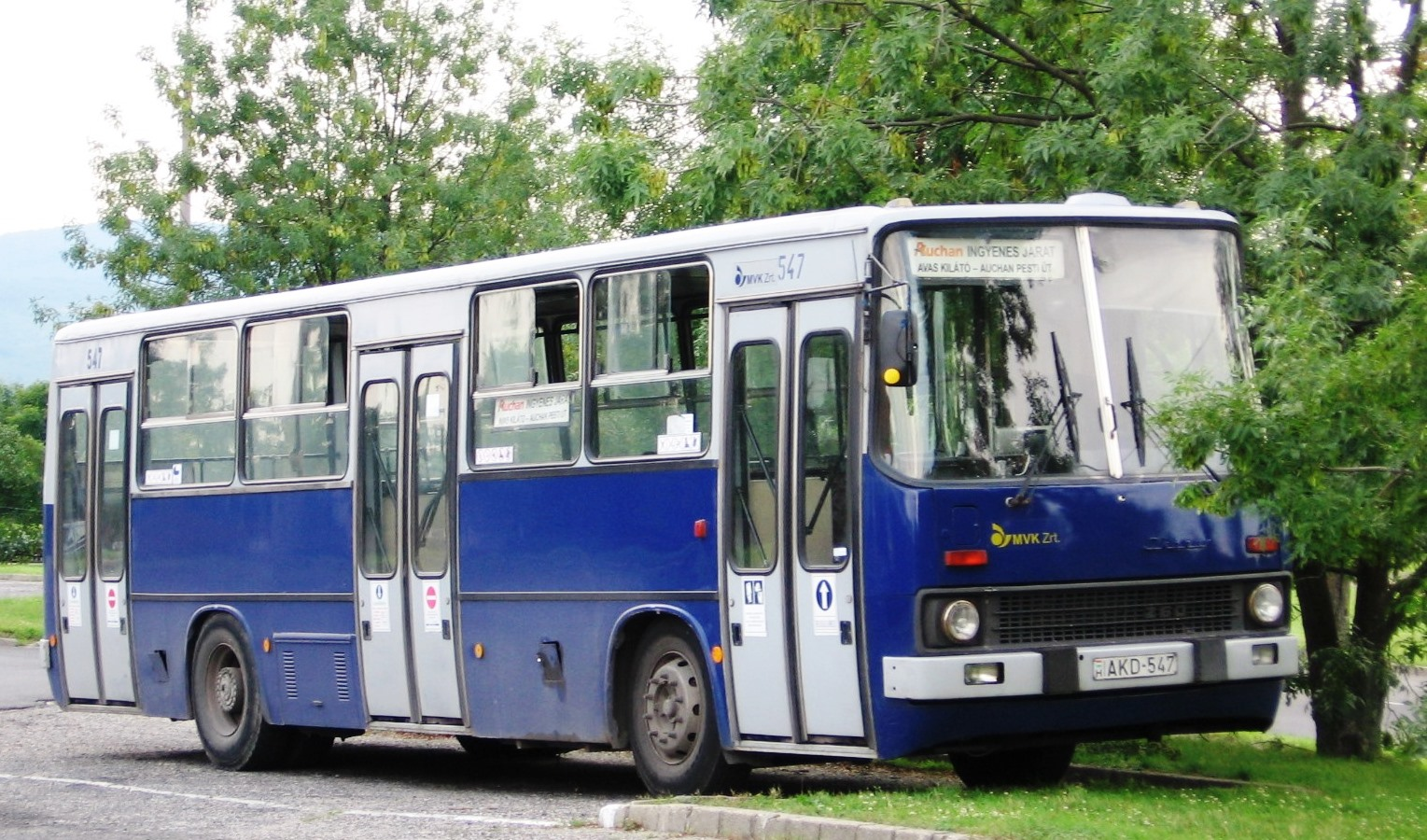
Ikarus 260-as busz, már nincs forgalomban

Miskolc Városi Közlekedési Zrt. (MVK Zrt.)
- 1-es busz: Tiszai pályaudvar – Majális-park (néhány járat a Szondi György utca érintésével közlekedik, Berekaljára csak hétköznap közlekedik csúcsidőben reggel a Tiszai, délután a Majális park irányában)
- 3-as busz: Búza tér – Szirma (egyes járatok a Repülőtér/BOSCH végállomástól/végállomásig, valamint az Auchan Dél áruház érintésével közlekednek)
- 3A busz: Repülőtér/BOSCH – Berzsenyi Dániel utca
- 4-es busz: Búza tér – Görömböly
- 5-ös busz: Felső-Majláth – Lillafüred
- 6-os busz: Újgyőri főtér – Pereces
- 7-es busz: Búza tér – Felsőzsolca (egyes járatok érintik az Auchan Borsod áruházat)
- 8-as busz: Repülőtér/BOSCH – Hűtőház (egyes járatoknak a Tiszai pályaudvar a végállomása)
- 9-es busz: Újgyőri főtér – Tokaji Ferenc utca
- 11-es busz: Búza tér – Bábonyi-bérc (Y útvonalú járat)
- 12-es busz: Repülőtér/BOSCH – Egyetemváros
- 14-es busz: Repülőtér/BOSCH – Farkas Antal utca – Hejő-park
- 15-ös busz: Felső-Majláth – Lillafüred – Ómassa

(Egyes járatok az Injekcióüzemen át, napi 1 járat pedig a Diósgyőri vár és Berekalja városrész érintésével közlekedik)
- 16-os busz: Újgyőri főtér – Bányaüzem (Lyukóbánya) (Néhány járat Lyukóbánya végállomásig, illetve tanítási időszakban reggel és délután a Diósgyőri Kórházig közlekedik)
- 19-es busz: Újgyőri főtér – Komlóstető
- 20-as busz: Repülőtér/BOSCH – Miskolctapolca Barlangfürdő
- 20A-s busz: Búza tér – Miskolctapolca Barlangfürdő
- 21-es busz: Tiszai pályaudvar – Üveggyár – Kandó Kálmán utca – Berekalja (egyes járatok érintik a LIDL megállóhelyet. Igény esetén pedig betér a Szondi György utcára is)
- 21G-s busz: Szondi György utca – Újgyőri főtér
- 24-es busz: Repülőtér/BOSCH – Középszer utca/Szolgáltatóház
- 28-as busz: Búza tér – Tampere városrész
- 29-es busz: Újgyőri főtér – Újgyőri főtér (Hideg soron át a Győri kapu felé meghosszabbítva körjáratként közlekedik. Egyes járatok az Egyetemváros érintésével közlekednek. Pár járat az Avas kilátótól közlekedik csak 29A jelzéssel.)
- 30-as busz: Avas kilátó – Szentgyörgy út – Tiszai pályaudvar
- 31-es busz: Tiszai pályaudvar – Avas városközpont – Avas kilátó
- 32-es busz: Avas kilátó – Gömöri pályaudvar
- 34-es busz: Avas kilátó – Bodótető
- 35-ös busz: Avas kilátó – Centrum (Egyes járatok az Avas városközpont érintésével közlekedik)
- 36-os busz: Avas kilátó – Repülőtér/BOSCH (átszámozva 35R-ről, jelentősebb járatsűrűséggel közlekedik)
- 39-es busz: Újgyőri főtér – Újgyőri főtér (a 29-es párjaként közlekedik ellenirányban.)
- 43-as busz: Búza tér – JOYSON (Déli Ipari Park) (útvonala a 44-es meghosszabbítása)
- 44-es busz: Búza tér – AUCHAN Pesti út (ünnepnap nem közlekedik, egyes járatai a JOYSON végállomásig közlekednek, 2023. október 14-től egyes járatai érintik Görömbölyt)
- 45-ös busz: Búza tér – AUCHAN Pesti út (csak munkanapokon közlekedik)
- 53-as busz: Majális-park – JOYSON (Déli Ipari Park)
- 54-es busz: Repülőtér/BOSCH – Felső-Majláth (munkaszüneti napokon csak 2–2 járat közlekedik)
- 68-as busz: Újgyőri főtér – Bükkszentlászló
- 101B busz: Szondi György utca – Berekalja (csak munkanapokon közlekedik, ritkítva)
- 240-es busz: Repülőtér/BOSCH– Mechatronikai Park (csak műszakváltáskor közlekedik)

Éjszakai autóbuszvonalak
- 1G busz: Szondi György utca – Újgyőri főtér – Felső-Majláth (bizonyos menetek csak az Újgyőri főtértől/ig közlekednek, késő este kettő járat Berekalja betéréssel közlekedik)
- 1VP busz: Tiszai pályaudvar – Felső-Majláth (Éjszaka az 1-es villamos pótlásaként)
- 12G busz: Repülőtér/Bosch – Szondi György utca (Tiszai pu. érintésével)
- 14G busz: Repülőtér/Bosch – Szondi György utca
- 32G busz: Gömöri pályaudvar – Szondi György utca (Gömöri pályaudvar után Búza tér/Zsolcai kapu, Üteg utca irányába)
- 34G busz: Petőfi tér – Szondi György utca
- 35G busz: Avas kilátó – Szondi György utca (Szabadságharc utcán át, Petneházy utca érintésével, Selyemrét felé)
- 900-as busz: Tiszai pályaudvar – Avas kilátó – Hejőcsaba – Szondi György utca
- 901-es busz: Felső-Majláth – Szondi György utca
- 914-es busz: Repülőtér/BOSCH – Búza tér – Hejőcsaba – Egyetemváros – Miskolctapolca Barlangfürdő
- 935-ös busz: Avas kilátó – Szondi György utca

Ingyenes autóbuszvonalak
- Auchan 1: Centrum – Auchan Borsod (Az áruház felé csak felszállni, visszafelé csak leszállni lehet)
- Auchan 2: Avas kilátó – Auchan Pesti u. (Az áruház felé csak felszállni, illetve visszafelé csak leszállni lehet)

Egyéb autóbuszvonalak
- 22-es busz: Centrum – Egyetemváros (Időszakos járat)
- ZOO: Felső-Majláth – Vadaspark (Igénybejelentés alapján közlekedő járat)
- VP: Villamospótló autóbusz

### Helyközi vonalak:
Autóbuszvonalak Volánbusz:
- 1050-es busz: Budapest–Gyöngyös–Eger–Mezőkövesd–Miskolc
- 1053-as busz: Budapest–Eger–Bükkszentkereszt–Lillafüred–Miskolc
- 1369-es busz: Ózd–Miskolc–Tiszaújváros–Hajdúnánás–Nyíregyháza
- 1370-es busz: Miskolc–Polgár–Nyíregyháza
- 1372-es busz: Miskolc–Polgár–Debrecen–Hajdúszoboszló
- 1373-as busz: Miskolc–Tiszaújváros–M3–Debrecen–Gyula
- 1374-es busz: Miskolc/Debrecen–Békéscsaba/Szeged
- 1375-ös busz: Miskolc–Tiszafüred–Szeged
- 1376-os busz: Miskolc–Mezőkövesd–Jászberény–Kecskemét
- 1377-es busz: Miskolc–Mezőkövesd–Tiszafüred–Szolnok
- 1380-as busz: Miskolc–Mezőkövesd–Eger
- 1381-es busz: Miskolc–Bükkábrány–Mezőkövesd–Eger
- 1383-as busz: Miskolc–Bükkszentkereszt–Eger
- 1384-es busz: Miskolc–Ózd–Pétervására–Salgótarján
- 1410-es busz: Debrecen–Tiszaújváros–Miskolc–Ózd
- 1411-es busz: Ózd–Miskolc–M3–Debrecen
- 3700-as busz: Miskolc–Szirmabesenyő
- 3701-es busz: Szirmabesenyő–Miskolc, Diósgyőr
- 3702-es busz: Miskolc–Szirmabesenyő–Sajókeresztúr
- 3703-as busz: Miskolc–Sajóecseg–Edelény–Bódvaszilas
- 3704-es busz: Miskolc–Sajószentpéter–Edelény–Jósvafő
- 3705-ös busz: Miskolc–Szirmabesenyő–Sajóvámos–Sajósenye–Boldva
- 3706-os busz: Miskolc–Arnót–Sajópálfala–Sajóvámos
- 3707-es busz: Miskolc–Edelény–Bódvaszilas–Hidvégardó
- 3708-as busz: Miskolc–Sajószentpéter–Edelény–Szalonna–Debréte
- 3709-es busz: Miskolc–Edelény–Szalonna–Debréte
- 3710-es busz: Miskolc–Szikszó–Homrogd
- 3711-es busz: Miskolc–Edelény–Tomor–Irota
- 3712-es busz: Miskolc–Szikszó–Abaújszolnok–Abaújlak–Homrogd–Miskolc
- 3714-es busz: Miskolc–Sajóvámos–Sajópálfala–Sajósenye
- 3715-ös busz: Miskolc–Szikszó–Aszaló
- 3716-os busz: Miskolc–Szikszó–Baktakék
- 3717-es busz: Miskolc–Homrogd–Abaújszolnok–Abaújlak–Gagybátor–Krasznokvajda–Viszló
- 3718-as busz: Miskolc–Homrogd–Perecse–Pamlény
- 3719-es busz: Miskolc–Szikszó–Baktakék–Rakaca–Viszló
- 3720-as busz: Miskolc–Szikszó–Encs–Szalaszend–Hernádpetri
- 3721-es busz: Miskolc–Szikszó–Halmaj–Szentistvánbaksa–Felsődobsza
- 3722-es busz: Miskolc–Szikszó–Baktakék–Encs
- 3723-as busz: Miskolc–Szikszó–Encs–Gönc–Hidasnémeti
- 3724-es busz: Miskolc–Onga–Ócsanálos
- 3726-os busz: Miskolc–Gesztely–Újharangod
- 3727-es busz: Miskolc–Onga–Gesztely–Hernádnémeti-Bőcs vá.
- 3728-as busz: Miskolc–Encs–Szemere–Hernádpetri
- 3729-es busz: Miskolc–Sárospatak–Sátoraljaújhely
- 3730-as busz: Miskolc–Gesztely–Megyaszó–Szerencs
- 3731-es busz: Miskolc–Gesztely–Hernádnémeti-Bőcs vá.–Kesznyéten–Tiszaújváros
- 3733-as busz: Miskolc–Sajólád–Hernádnémeti-Bőcs vá.–Kesznyéten–Tiszaújváros
- 3734-es busz: Miskolc–Sajólád–Ónod–Tiszaújváros
- 3735-ös busz: Miskolc–Alsózsolca–Ónod–Muhi
- 3736-os busz: Miskolc–Alsózsolca–Ónod
- 3737-es busz: Miskolc–Sajólád–Ónod–Tiszaújváros
- 3738-as busz: Miskolc–Kistokaj–Sajópetri
- 3739-es busz: Miskolc–Nyékládháza–Ónod–Sajóörös–Tiszaújváros–Polgár
- 3740-es busz: Miskolc–Mályi
- 3741-es busz: Miskolc–Hejőbába–Mezőcsát
- 3742-es busz: Miskolc–Nyékládháza–Nemesbikk
- 3743-as busz: Miskolc–Mezőcsát
- 3744-es busz: Miskolc–Nyékládháza–Ónod–Tiszaújváros
- 3745-ös busz: Miskolc–Nyékládháza–Tiszaújváros
- 3746-os busz: Miskolc–Harsány–Mezőkövesd–Bogács
- 3747-es busz: Miskolc–Bükkábrány–Gelej
- 3748-as busz: Miskolc–Emőd–Kács
- 3749-es busz: Miskolc–Bükkábrány–Mezőkövesd
- 3750-es busz: Miskolc–Mályi–Emőd–Borsodgeszt
- 3751-es busz: Miskolc–Bükkaranyos–Harsány–Kisgyőr, Mocsolyástelep
- 3752-es busz: Miskolc–Kistokaj–Sajópetri–Muhi–Tiszaújváros
- 3753-as busz: Miskolc–Bánkút
- 3754-es busz: Miskolc/Sajóbábony–Sajószentpéter–Varbó
- 3755-ös busz: Miskolc–Bükkszentkereszt–Répáshuta
- 3756-os busz: Miskolc, Diósgyőr–Varbó–Sajószentpéter–Kazincbarcika
- 3757-es busz: Miskolc–Szirmabesenyő–Sajókeresztúr–Sajóbábony
- 3760-as busz: Miskolc–Sajóbábony
- 3761-es busz: Miskolc–Sajószentpéter–Alacska
- 3763-as busz: Kazincbarcika–Sajószentpéter–Miskolc, Egyetemváros
- 3764-es busz: Miskolc-Tiszai–Sajószentpéter–Kazincbarcika
- 3765-ös busz: Miskolc/Sajóbábony–Sajószentpéter–Kazincbarcika
- 3766-os busz: Miskolc–Sajószentpéter–Kazincbarcika, Vájár út
- 3767-es busz: Miskolc–Sajószentpéter–Kazincbarcika, Herbolya
- 3769-es busz: Rudabánya–Kazincbarcika–Miskolc
- 3770-es busz: Miskolc–Kazincbarcika–Putnok–Ózd–Borsodnádasd
- 3772-es busz: Kazincbarcika–Edelény–Hangács–Boldva–Miskolc
- 3773-as busz: Miskolc–Kazincbarcika–Sajógalgóc–Putnok–Ózd
- 3774-es busz: Miskolc–Sajószentpéter–Edelény–Múcsony–Imola
- 3775-ös busz: Miskolc–Sajószentpéter–Edelény–Szalonna
- 3776-os busz: Miskolc–Sajókeresztúr–Sajóecseg–Borsodszirák–Edelény–Balajt
- 3777-es busz: Miskolc–Sajókeresztúr–Boldva
- 4019-es busz: Mezőkövesd–Szentistván–Mezőkeresztes–Miskolc

Vasútvonalak MÁV-START Zrt.
- 80-as vonal: Budapest–Hatvan–Miskolc–Sátoraljaújhely
- 90-es vonal: Miskolc–Hidasnémeti–Kassa
- 92-es vonal: Miskolc–Bánréve–Ózd
- 94-es vonal: Miskolc–Tornanádaska

## Utastájékoztatás
Mind a helyközi, mind a helyi közlekedés terén modernizálásra került az utastájékoztatás. A Búza téri helyközi autóbusz-pályaudvaron hangos és vizuális utastájékoztatást telepítettek 2012-ben, GPS-alapú rendszerrel. Az MVK Zrt. a helyi közlekedésben 2014–2015-ben építette ki az úgynevezett OkosPont-projektet, melynek főbb elemei a fontosabb buszmegállókban és majdnem az összes villamosmegállóban kihelyezett, GPS-alapú, valós idejű menetrendek, a minden járművön elérhetővé vált hangos utastájékoztatás (és az eddig is ezzel rendelkezőkön a szoftver frissítése egy újabb változatra), a villamosokon és az új CNG-autóbuszokon a Wi-Fi, valamint a TransIt fejlesztésében egy okostelefonokra készített menetrend-szoftver valós idejű adatokkal, kiegészülve az MVK Zrt. weboldaláról elérhető internetes felülettel, amely a Google Térképek szolgáltatással útvonaltervezésre is képes.
Néhány negatívum is kapcsolódott a fejlesztéshez: eltűntek az átszállási kapcsolatok megjelenítései és bemondásai a járművekről (noha próbálkoztak a hangos utastájékoztatással, ez nem volt túl sikeres az új szoftver miatt, ezért felhagytak vele), a használt betűtípusok nehezen olvashatóak, illetve a megállóhelyi utastájékoztató táblák egy része az áramellátás hiányában hónapokig üzemen kívül volt.

## Statisztikai adatok
2009-ben a MVK Zrt. napi utasszáma 360 000 volt (buszon 80 465, villamoson 39 920), munkanapon 4385 járat indult. A menetrendben előírt fordulókat az autóbuszok 99,93%-ban, a villamosok 99,16%-ban tudták teljesíteni. Ebben az évben a városban 555 megálló volt. 2002-es adat szerint a vonalhálózat hossza 156 km volt (ebből 144 km az autóbuszoké). A megállók közötti átlagos távolság 1,025 km – az autóbusz-hálózaton 1,05 km, a villamoshálózaton 0,75 km.
1,62 millió megtett kilométerre jutott egy saját hibás baleset 2009-ben.
A város teljes közlekedésében 50,9%-os az MVK Zrt. szerepe (2009-es adat). A lakosság 33,3%-a a cég buszait, 17,6%-a a villamosait használta ebben az évben. Személygépkocsival az emberek 31,8%-a közlekedett (ebből 20% sofőrként, a többi utasként), gyalogosan 13,6% közlekedett, a maradék a kerékpárosok, a taxizók és a motorosok között oszlott meg.
A cég működésének 54%-át fedezi bevétele, 26%-át a fogyasztói árkiegészítés, 20%-át az önkormányzati támogatás. Összes bevétele 2007-ben 6402,4 millió Ft volt.

## Érdekességek

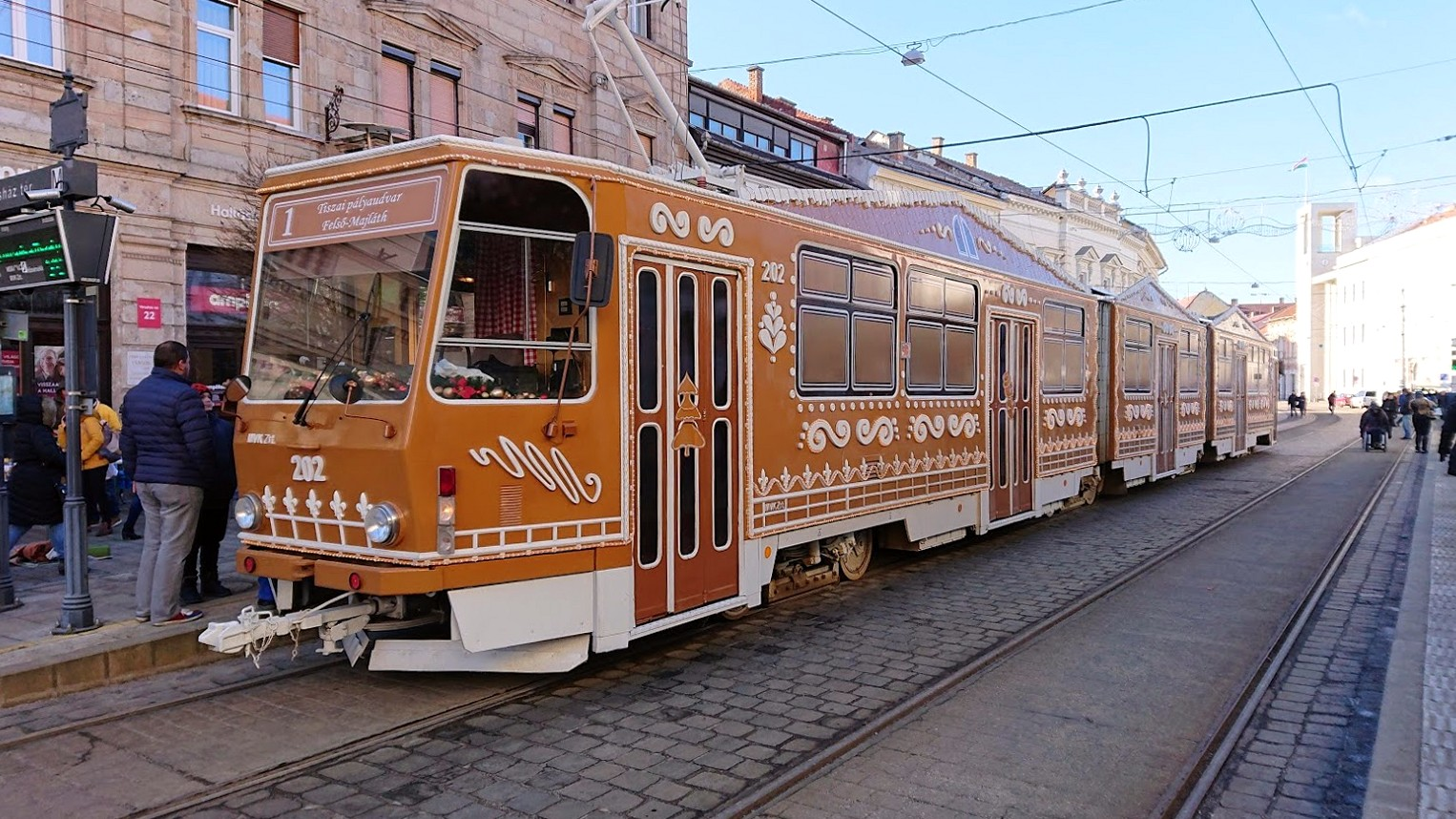
A 2019-es villamos a Városház téren

- Az Operafesztivál idején és különleges évfordulókkor lehetett találkozni a 100-as pályaszámú nosztalgiavillamossal is (egyedi menetrend alapján közlekedett).
- Szintén különleges alkalmakkor (például május 11-én, a város napján, szeptember 22-én, az autómentés napon) lehet utazni az Ikarus 31-es, az Ikarus 620-as és az Ikarus 280-as nosztalgiabuszokon, illetve az SGP E1 + C3-as és a ČKD Tatra KT8D5 villamoson. Ezen kívül július 10-én, a miskolci villamosközlekedés évfordulóján lehet utazni a Tatra KT8D5 és az SGP E1 + C3 nosztalgiavillamosokon is.
- Május elsején céljáratok közlekednek az Avasról (AMP), a Repülőtértől (RMP) és Felső Majláthról (FMV) (a Búza térről (BM) és az Újgyőri főtértől (UM) induló járatok napjainkban nem közlekednek) a Majális park végállomáshoz.
- Az MVK Zrt. különjáratokkal és buszok karbantartásával is foglalkozik.
- A popkultúrában: a Styx együttes Miskolci villamoson című száma (1967), amit később mások is feldolgoztak. A Bëlga zenekar 2008-as Zigilemez című albumának borítóján is láthatók a miskolci tömegközlekedésben részt vevő járművek.
- Az advent idején az 1-es villamos vonalán 2012 óta közlekedik egy karácsonyi motívumokkal feldíszített ČKD Tatra KT8D5 típusú, ún. adventi villamos. A dekorációt az MVK Zrt. évről évre megújítja, és a villamos a cseh MHD86.cz oldalon meghirdetett, Európa legszebb karácsonyi villamosát kiválasztó versenyén 2024-ben már hetedszer végzett az első helyen.[20]
- Minden év novemberében közlekednek a 203-as pályaszámú ČKD Tatra KT8D5 villamosok, hogy a járművezetőknek megmaradjon a típusvizsgájuk.

## Tarifák

### Az MVK Zrt. díjszabása
Az utazás 6 éves kor alatt és 65 év fölötti EU-állampolgároknak ingyenes, a fogyatékosoknak a városi járatokon ingyenes, a 7-es és a 7/2-es járatokon 90% kedvezmény jár. Kutyát csak menetjegy érvényesítése mellett szájkosárral szabad utaztatni, kivétel: rendőrkutya, vakvezető kutya (ingyenes). 2024. április 1-jétől a miskolci általános iskolákban tanulók egy vonaljegy árának megfelelő összegért, 430 Ft-ért válthatnak havi kombinált tanulóbérletet. 2025. szeptember 1-jétől pedig a nyolcadikos tanulókkal bezárólag augusztus 31-ig díjmentesen vehetik igénybe a helyi tömegközlekedést, emellett a kutyaszállítás is ingyenessé válik.
Az MVK Zrt. nyolc bérletpénztárat üzemeltet: Tiszai pályaudvar, Búza tér, Újgyőri főtér, Felső-Majláth, Diósgyőr városközpont (csak bérletváltási időszakban van nyitva); Avas városközpont, Uitz Béla utca (egész hónapban nyitva, de bérletváltási időszakon – 27-étől következő hónap 10-éig – kívül csak hétköznap); Közönségszolgálati iroda, Egyetemváros (csak hétköznap), Repülőtér (minden hónap 1-jétől 6-áig, csak hétköznap). Menetjegyeket lehet vásárolni újságosbódéknál és a járműveken is.
Miskolc kártyával 2011. december 31-ig a bérletekre 10% kedvezmény járt, de a Miskolc Holding megszüntette a Miskolc Kártya nyújtotta ilyen kedvezményeket.
Az egyes járatokkal kapcsolatos változásokról (pl. ideiglenes útvonalmódosítás) SMS-ben értesítő kérhető a cég weboldalán.
Jegy- és bérlettípusok
(Csak városhatáron belülre) 2023.Január.1-től
| - Menetjegy (elővételben): 430 Ft - Menetjegy (járművön váltva): 700 Ft - Napijegy: 1450 Ft - 10 darabos gyűjtőjegy: 3700 Ft - Családi jegy (hétvégére): 3000 Ft - Turistajegy (3 napra): 3600 Ft - Turistajegy (7 napra): 4900 Ft - Kerékpáros napijegy: 430 Ft (csak villamoson) | - Villamosbérlet: 6400 Ft - Egyvonalas autóbuszbérlet: 6400 Ft - Kombinált autóbusz- és villamosbérlet: 9400 Ft - Diák/nyugdíjas villamosbérlet: 3700 Ft - Diák/nyugdíjas kombinált bérlet: 4950 Ft - Arckép nélküli havibérlet: 36 000 Ft - Arcképes éves kombinált bérlet: 400 000 Ft |

Helyközi árak a 7-es buszra
(Városhatáron kívülre)
Miskolc–Felsőzsolca vonalon; a buszok a városi buszjegyekkel is igénybe vehetőek. Minden bérlet alatt havi vagy 30 napos bérlet értendő. A 7/2-es vonalszakasz nem külön buszjárat, hanem a 7-es busz Miskolcon kívüli útvonala.
- 7-es vonal bérlete: 12 800 Ft
- 7-es vonal nyugdíjas bérlete: 8630 Ft
- 7-es vonal 90%-os bérlete: 1280 Ft
- 7/2-es vonalszakasz bérlete: 9000 Ft
- 7/2-es vonalszakasz nyugdíjas bérlete: 6100 Ft
- 7/2-es vonalszakasz 90%-os bérlete: 900 Ft
- 90%-os jegy: 43 Ft

### A LÁEV díjszabása
A LÁEV vonalhálózatán bármely viszonylaton útmegszakítás nélkül érvényesek a díjak egyszeri utazásra. A menetdíjak a menetrend szerint közlekedő vonatokon érvényesek.

Jegy- és bérlettípusok
(Csak városhatáron belülre) 2023. január 1-től
| - Teljesárú jegy (oda) 2000 Ft - Teljesárú jegy (oda-vissza) 4000 Ft - Teljesárú jegy (Miskolci lakosnak) (oda) 1600 Ft - Teljesárú jegy (Miskolci lakosnak) (oda-vissza) 3200 Ft - Teljesárú napijegy 5800 Ft - Kedvezményes árú jegy (gyerek,diák,nyugdíjas) 4000 Ft - Családi napijegy 15300 Ft | - Támogatott napijegy (gyerek,diák,nyugdíjas) (oda) 700 Ft - Kedvezményes árú jegy (gyerek,diák,nyugdíjas) (oda-vissza) 2800 Ft - Kedvezményes árú jegy (Miskolci lakosnak) (gyerek,diák,nyugdíjas) (oda) 1100 Ft - Kedvezményes árú jegy (Miskolci lakosnak) (gyerek,diák,nyugdíjas) (oda-vissza) 2200 Ft - Csoportos jegy (14 felettiek) (oda) 1600 Ft - Csoportos jegy (14 felettiek) (oda-vissza) 3200 Ft - Kedvezményes árú csoportos jegy (óvodások,iskolások,nyugdíjasok) (oda) 1100 Ft - Kedvezményes árú csoportos jegy (óvodások,iskolások,nyugdíjasok) (oda-vissza) 2200 Ft - Díjmentes jegy (3 éven aluli) 1 Ft - Kerékpárjegy (oda) 1100 Ft - Kerékpárjegy (oda-vissza) 2200 Ft - Kutyajegy (oda) 2000 Ft - Kutyajegy (oda-vissza) 4000 Ft |

### A TIER díjszabása
A városban üzemelő elektromos rollerhálózat bárki által igénybe vehető, csak egy okostelefonra feltölthető alkalmazás szükséges hozzá. A tarifa 250 forint feloldásonként, majd percenként 60 forint, azonban bérletvásárlás esetén nincs feloldási díj.